# Фарный костёл (Новогрудок)
Новогру́дский фа́рный (приходско́й) костёл Преображе́ния Госпо́дня (бел. Наваградскі фарны касцёл Перамянення Божага) — католический храм в городе Новогрудок, Гродненская область, Республика Беларусь. Относится к Новогрудскому деканату Гродненского диоцеза. Памятник архитектуры эпохи Великого княжества Литовского в Новогрудке. Построен великим князем Витовтом в готическом стиле в конце XIV века, перестроен в стиле сарматского барокко в начале XVIII века. Расположен с восточной стороны у подошвы Замковой горы на улице 1 мая.
До наших дней сохранились три готические бессистемно скомпонованные каплицы разных размеров и форм (первая половина XVII века) с нервюрными сводами и цветными витражами. Гранёные алтарные части каплиц ориентированы в разные стороны и посвящены разным святым (храм изначально закладывался в честь Всех Святых).
В храме находится почитаемая чудотворная икона Божией Матери Новогрудской в католической версии.

## История

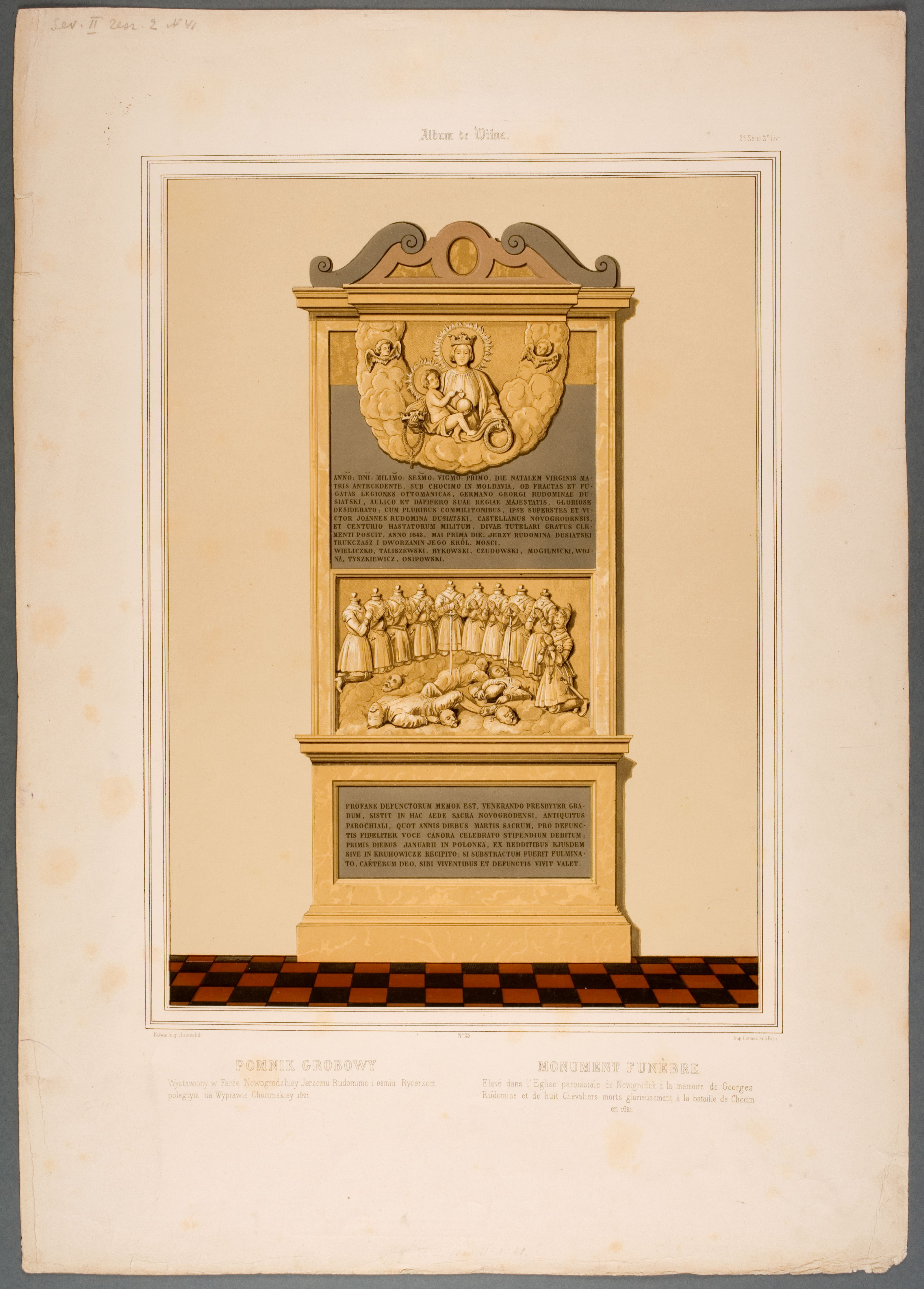
Мемориальная плита в память о погибших новогрудских рыцарях в битве с турками под Хотином. Литография

Фарный костёл был заложен в 1395 году Витовтом на месте бывшего языческого капища. Первоначально костёл был освящён в честь Всех Святых. В 1422 году Ягайло венчается здесь со своей последней (четвёртой) женой Софьей Гольшанской, родоначальницей династии Ягеллонов. В честь 600-летия со дня рождения Софьи рядом с храмом была высажена лиственница, а рядом установлен памятный камень.
В 1643 году по заказу новогрудского кастеляна Яна Рудамины в храме устанавливается мраморный барельеф в память о новогрудских рыцарях, погибших в битве с турками под Хотином (1621).
В 1712—1740 годах проводилась перестройка костёла. 14 июля 1714 года коадъютором виленского епископа Мацеем Анцутом был освящён краеугольный камень перестроенного костёла. Известно, что перестройкой занимались местные строители-каменщики: Якуб Бокша, Юрий Урловский, Андрей Шарецкий, Юрий Стопковский..

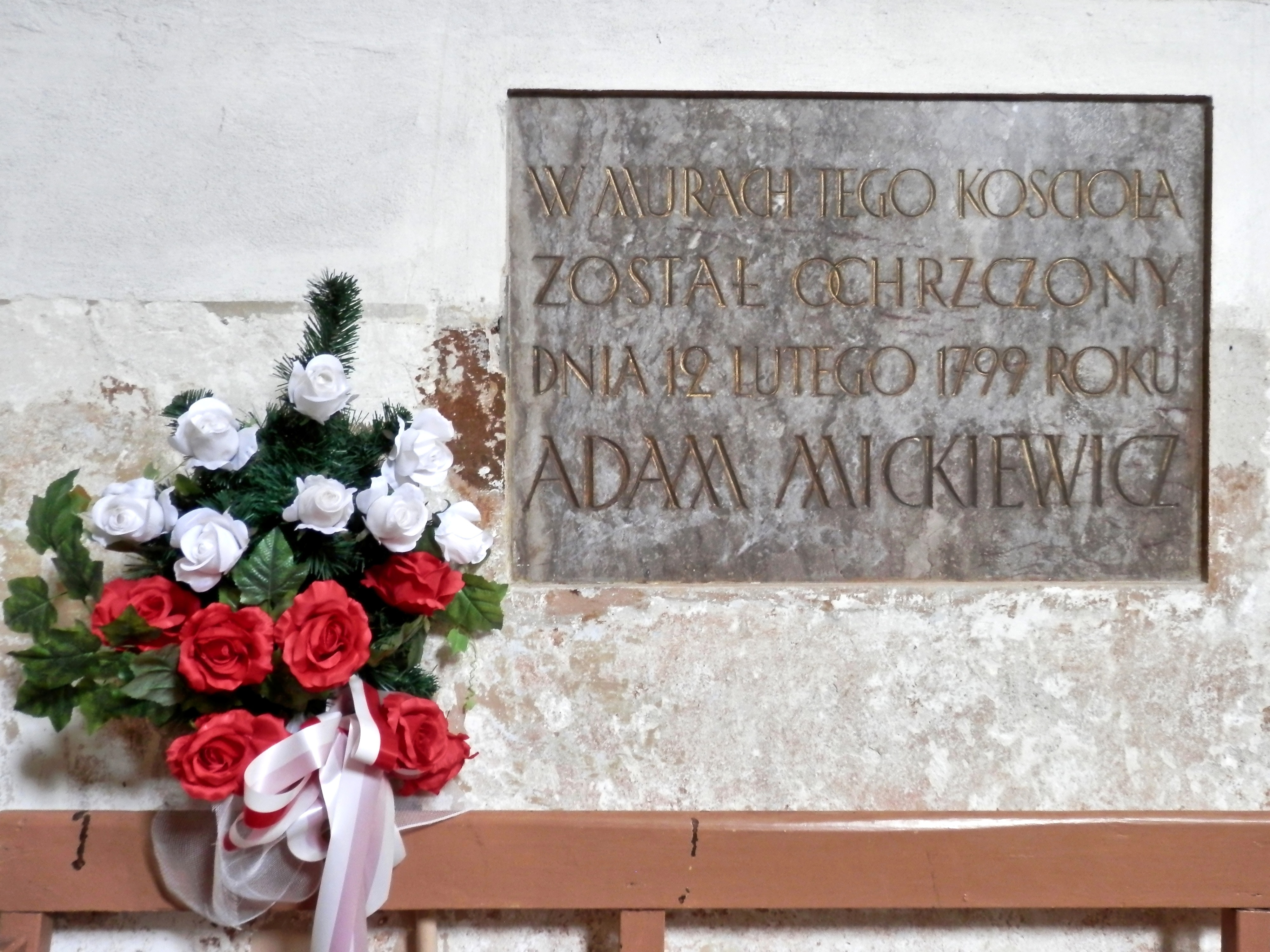
Мраморная табличка в честь крещения Адама Мицкевича.

В 1723 году костёл освящён под новым названием «Божьего Тела», но строительные работы продолжались до 1740 года. Представлял собой однонефную базилику с полукруглой апсидой и двумя башнями на главном фасаде. В композицию костёла были включены две гранёные часовни прежнего готического костела XIV—XV веков. В 1776 году епископ Жулковский освящает костёл в честь «Преображения Господня».
В этом храме 12 февраля 1799 году был крещён сын Барбары и Николая Мицкевичей, будущий знаменитый поэт Адам Мицкевич. По этому поводу в 1920-е годы на стене костёла, слева от входа, установлена небольшая мраморная табличка. В 1812 году наполеоновские войска занявшие город приспособили древнюю церковь под склад провианта.
Храм был закрыт царскими властями после подавления восстания в 1864 году. Позднее храм пустовал и приходил в упадок. Согласно инвентарю 1867 года, был крыт гонтом. В костёле имелся главный алтарь, два боковых и два в часовнях. Пол был кирпичный, под ним два, было больших подвала. Окон насчитывалось семь и по два окна в часовнях. С левой стороны от престола была ризница с одним окном.
Храм возвращен католикам в 1906 году. Восстановление святыни проводилось только с 1921—1923 год, благодаря стараниям князя Станислава Радзивилла и архитектора Бейла. В 1922 году епископ Зигмунд Лозинский на День Всех Святых заново освятил костёл. Приход официально возродился в 1929 году, а святыня была отдана под опеку сестёр назаретанок. В 1921—1922 годах в храме служил отец Фабиан Абрантович. В 1922 году костёл стал прокафедральным собором Минской епархии.
В 1920-е годы на стене старинного готического костёла, включенного в современный храм в виде часовни, вмуровали таблицу на память о венчании в 1422 году короля польского Ягайло с княжной Софьей Гольшанской.
W TEJ ŚWIĄTYNI 1422 ROKU

WŁADYSŁAW JAGIEŁŁO KRÓL POLSKI

WIELKI KSIĄŻĘ LITEWSKI ZAWARŁ ZWIĄZEK MAŁŻEŃSKI

Z ZOFIĄ KSIĘŻNICZKĄ HOLSZAŃSKĄ PRZYSZŁĄ MATKĄ

KRÓLÓW POLSKICH WŁADYSŁAWA WARNEŃCZYKA

I KAZIMIERZA JAGIELLOŃCZYKA

KRÓL KAZIMIERZ JAGIELLOŃCZYK BYŁ

OJCEM ŚW. KAZIMIERZA I KRÓLÓW POLSKICH JANA

OLBRACHTA, ALEKSANDRA ZYGMUNTA I ORAZ

WŁADYSŁAWA KRÓLA WĘGIER I CZECH I FRYDERYKA

KARDYNAŁA KOŚCIOŁA RZYMSKIEGO PRYMASA POLSKI

DZIADEM ZAŚ ZYGMUNTA AUGUSTA, OSTATNIEGO Z

DYNASTII JAGIELLONÓW

KTÓRZY NA NAJWYŻSZE SZCZYTY POTĘGI I CHWAŁY WZNIEŚLI

KRÓLESTWO POLSKIE I WIELKIE KSIĘSTWO LITEWSKIE
Во время немецкой оккупации в Новогрудке монахини-назаретанки организовали по просьбе родителей польских детей подпольное обучение польскому языку и истории. Подпольная школа прекратила существование после того, как 1 августа 1943 года гестаповцы казнили 11 монахинь (новогрудских мучениц), в том числе главного организатора школы, могила монахинь просуществовала рядом с костёлом до 1991 года. Настоятельница монастыря сестра Аделя Мардосевич (Мария Стелла) обратилась к немецким властям с просьбой отпустить арестованных, заменив их собой, чтобы спасти жизни 120 новогрудчан и священника Зенкевича схваченных нацистами и приговорённых к смертной казни. Сейчас мощи причисленных Святым престолом в 2000 году к лику блаженных сестёр покоятся в храме, а на месте их захоронения рядом с храмом установлена стела. Их имена: Аделя Мардосевич (сестра Мария Стелла), Ядвига Каролина Жак (сестра Мария Имельда), Анна Коколович (сестра Мария Раймунда), Юзефа Хробот (сестра Мария Канута), Хелена Черпка (сестра Мария Гвидона), Элеонора Анеля Юзьвик (сестра Мария Даниэля), Юлия Рапей (сестра Мария Сергия), Евгения Мацкевич (сестра Мария Канизия), Паулина Боровик (сестра Мария Фелицита), Леокадия Матушевская (сестра Мария Гелиодора), Вероника Нармонтович (сестра Мария Боромея).
В 1948 году советские власти вновь закрывают костёл. В 1984—1998 годах настоятелем прихода был назначен отец Антоний Демьянко при нём в 1992 году храм возвращают верующим. В 1997 году проходила реставрация храма. В 2006 году настоятелем являлся отец Александр Баклажек, а в 2007 году его сменил отец Ян Болтрукевич.

## Архитектура
Памятник архитектуры готики и сарматского барокко. Это однонефовая базилика с двухбашенным главным фасадом и полукруглой алтарной апсидой, к которой с северной стороны присоединяется ризница. В композицию здания включаются две древние гранёные каплицы готического костёла. Чтобы сделать их незаметными со стороны входа, стену главного фасада и башни отодвинули относительно удлиненной оси здания, что придало ему замаскированную асимметричную композицию. Стены по периметру завершаются единственной тягой карниза, разделяющей главный фасад на высокую, нижнюю часть и треугольный аттиковый фронтон между четвериковыми башнями, накрытыми пологими шатрами. Оконные проёмы и ниши имеют полуциркульные арочные завершения.
Современный вид костел приобрёл после перестройки в начале XVIII века.

### Интерьер
Интерьер перекрыт цилиндрическим сводом с распалубками. Над входом расположены фигурные в плане хоры. В часовнях сохранились готические звездчатые нервюрные своды, витражи. В часовне Божьего Тела в северной стене вмурована мемориальная плита (чёрный мрамор, песчаник, 275х150 см), заказанная в 1643 году каштеляном Яном Рудамином в память о брате и соседях, погибших в бою с турками под Хотином в 1621 году.
В 1780-е годы Франтишек Смуглевич нарисовал для главного алтаря костёла патрональную икону Преображения Господня, сегодня на этом месте находится икона художника Болтуця, изображенная в 1939 году как копия знаменитой ватиканской стации Рафаэля. Левый боковой алтарь посвящен св. Юзефу, а правый св. Терезе.
Рядом с костёлом находится памятный камень в честь одиннадцати сестёр назаретанок, убитых гитлеровцами 1 августа 1943 года. Саркофаг с останками благословленных сестёр находится в боковой часовне костёла.
Под костелём находятся три крипты: одна под пресвитерием со входом с апсидного фасада и две под обеими часовнями.

## Галерея

### Историческая графика

Старая графика
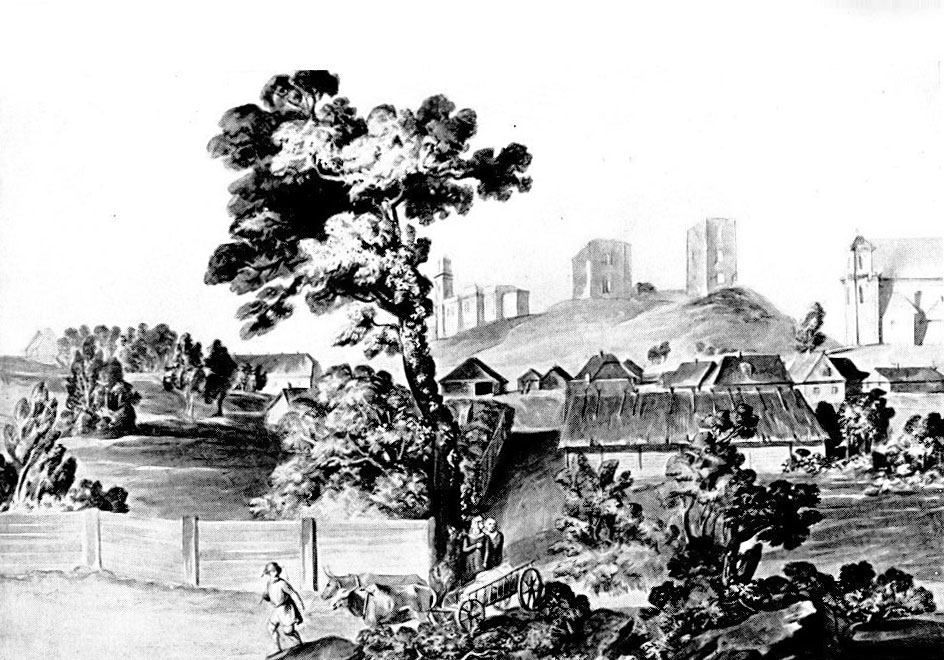
Ю. Пешка, около 1800 года.
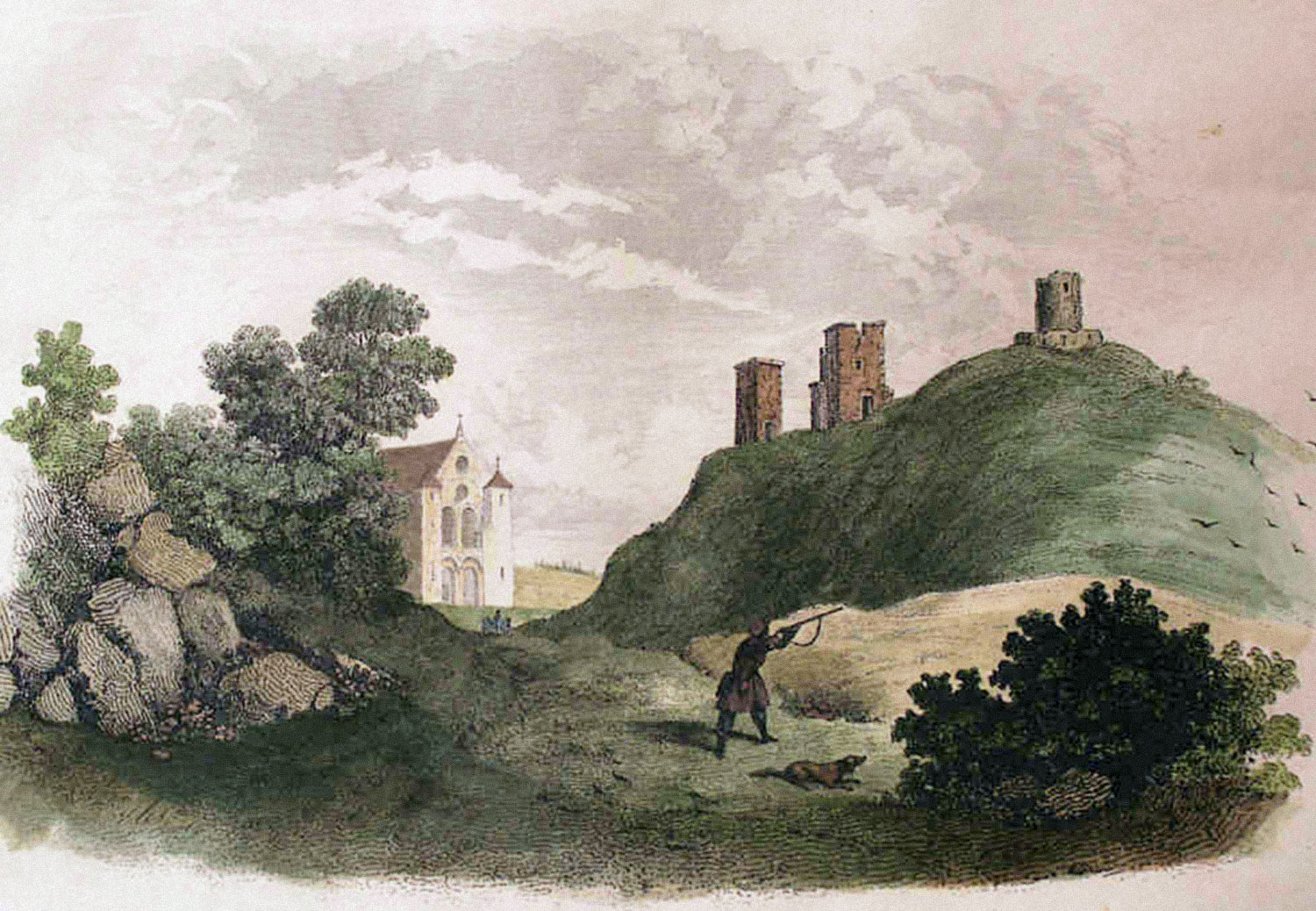
А. Алес, 1835 год.
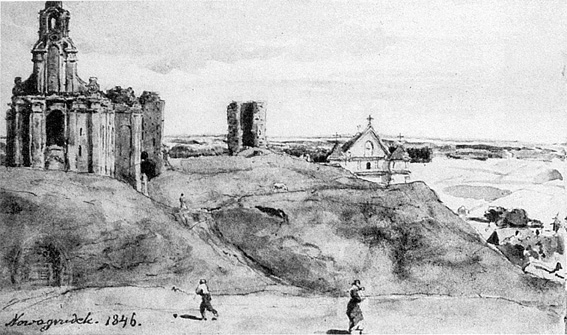
1846
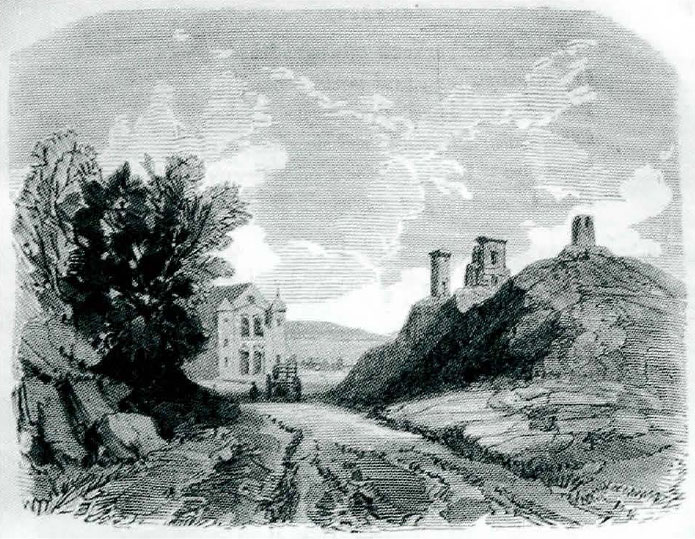
1851 год.
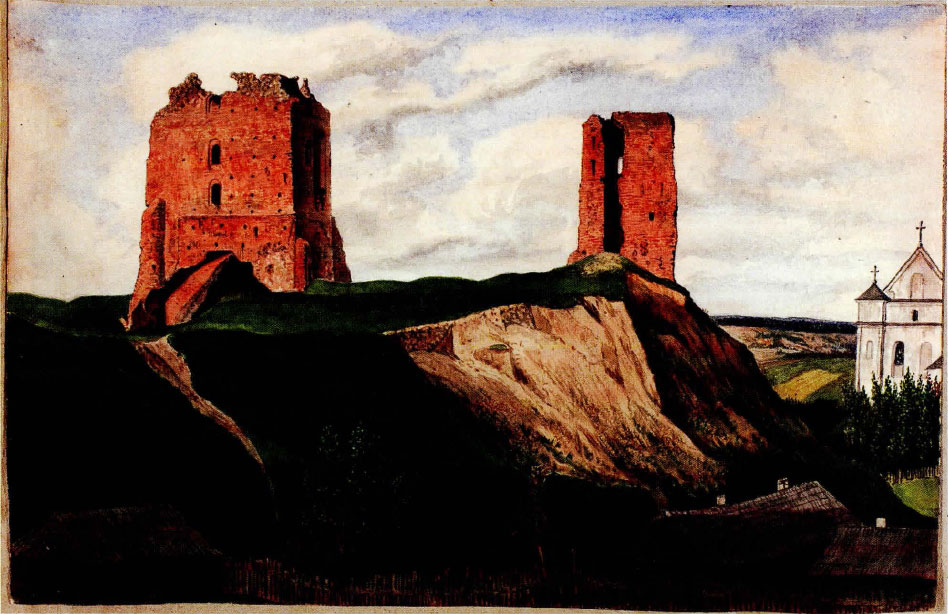
В. Дмоховский, 1856 год.
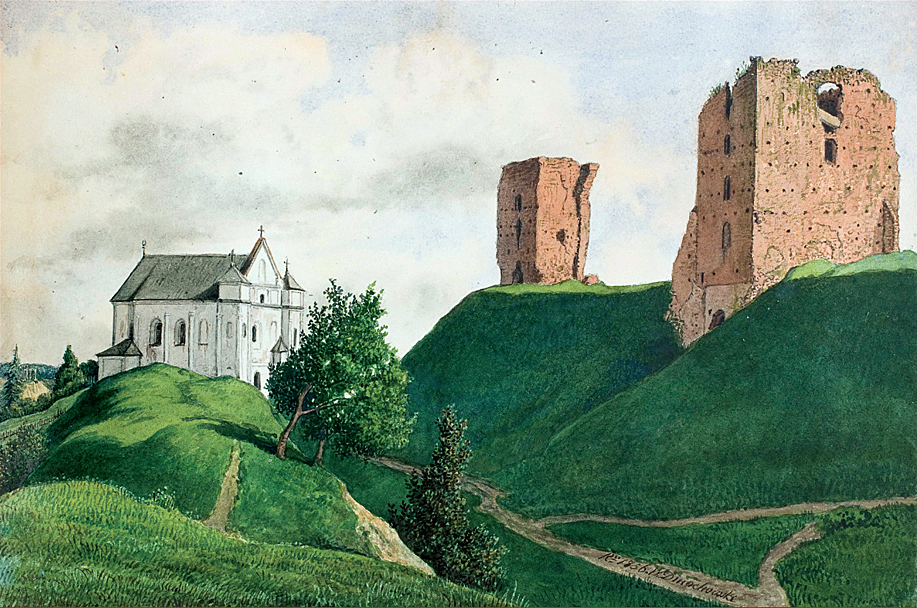
В. Дмоховский, 1856 год.
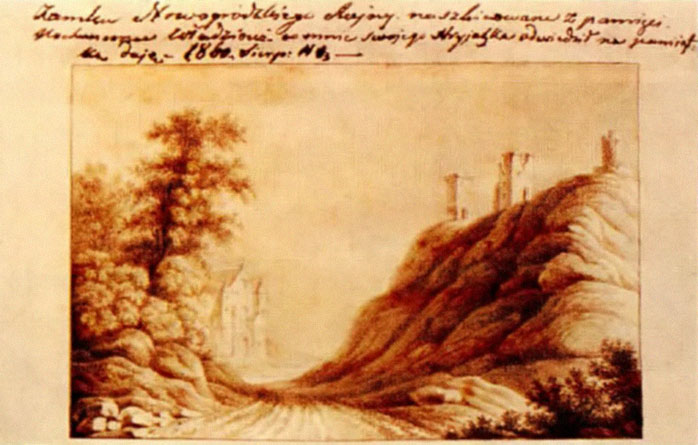
1860 год.
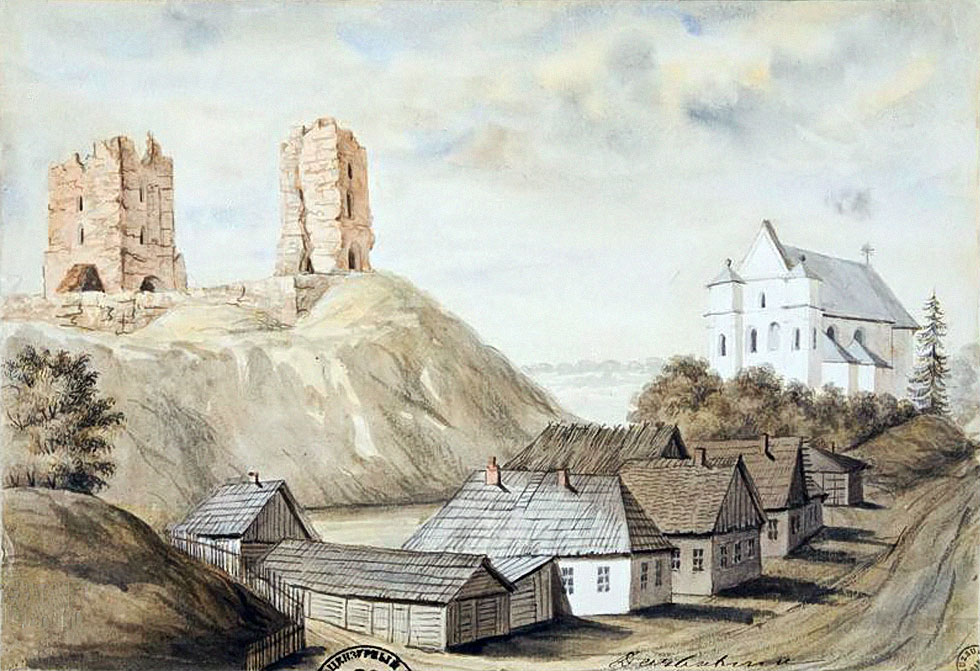
Н. Орда, 1876 год.
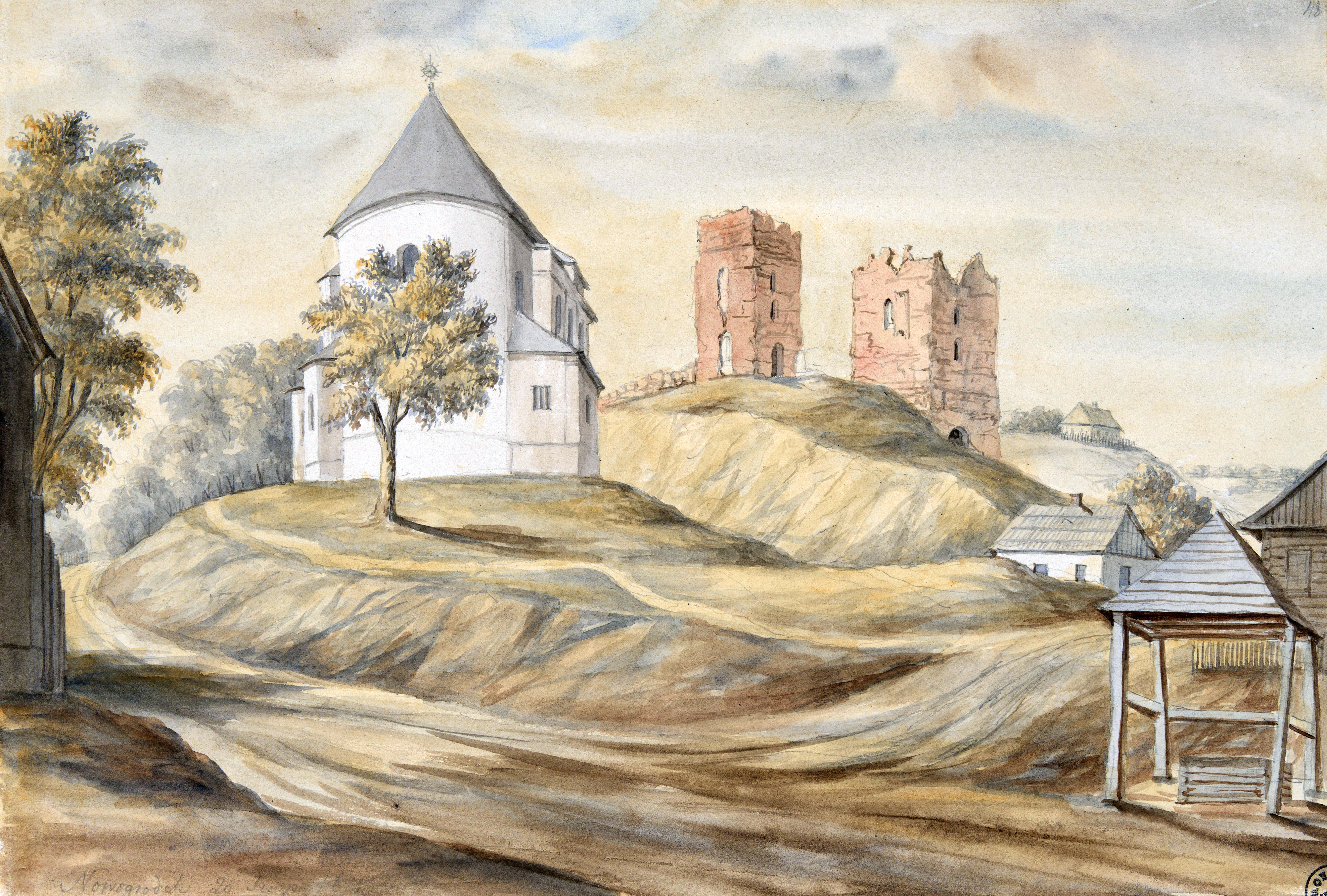
Н. Орда, 1876 год.
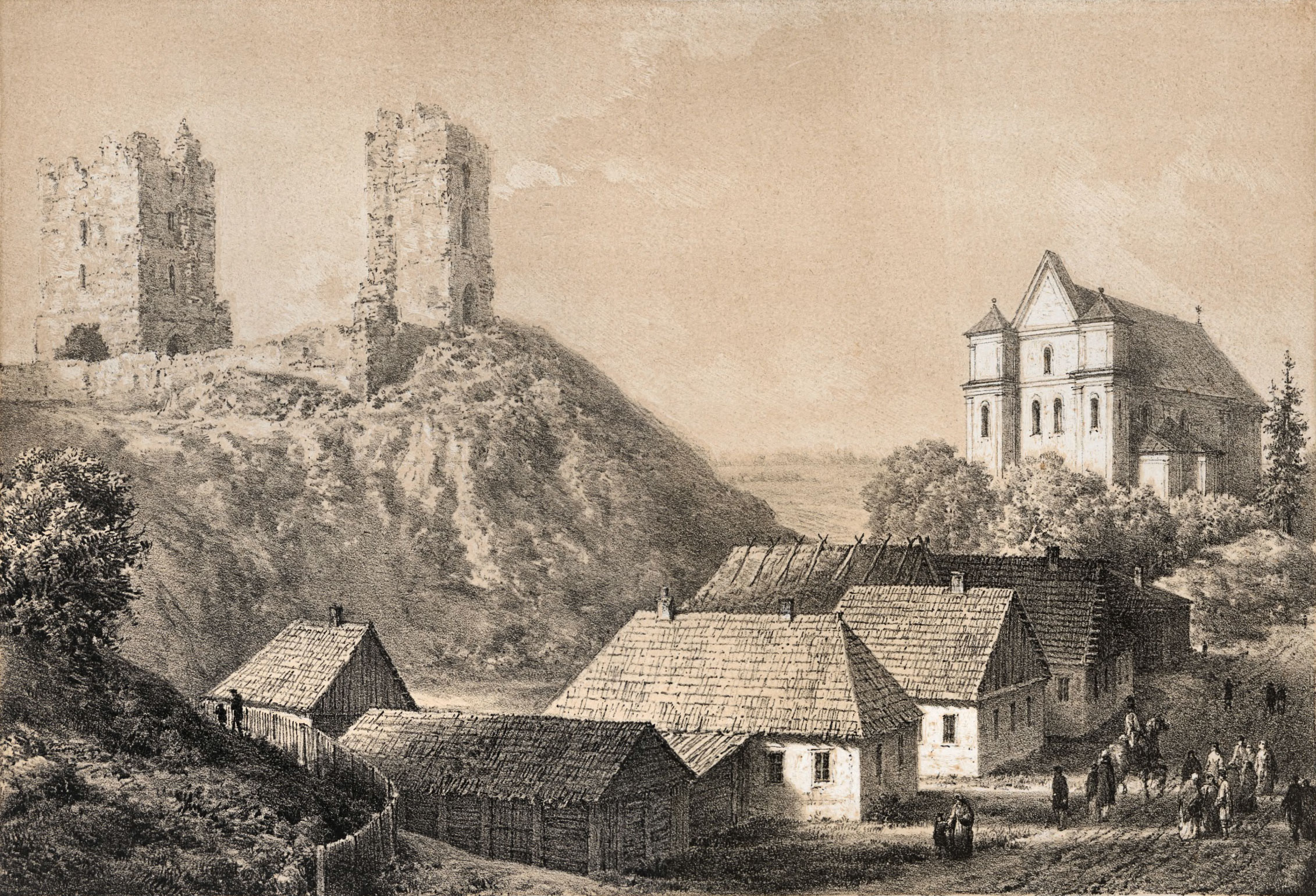
Н. Орда, 1880 год.
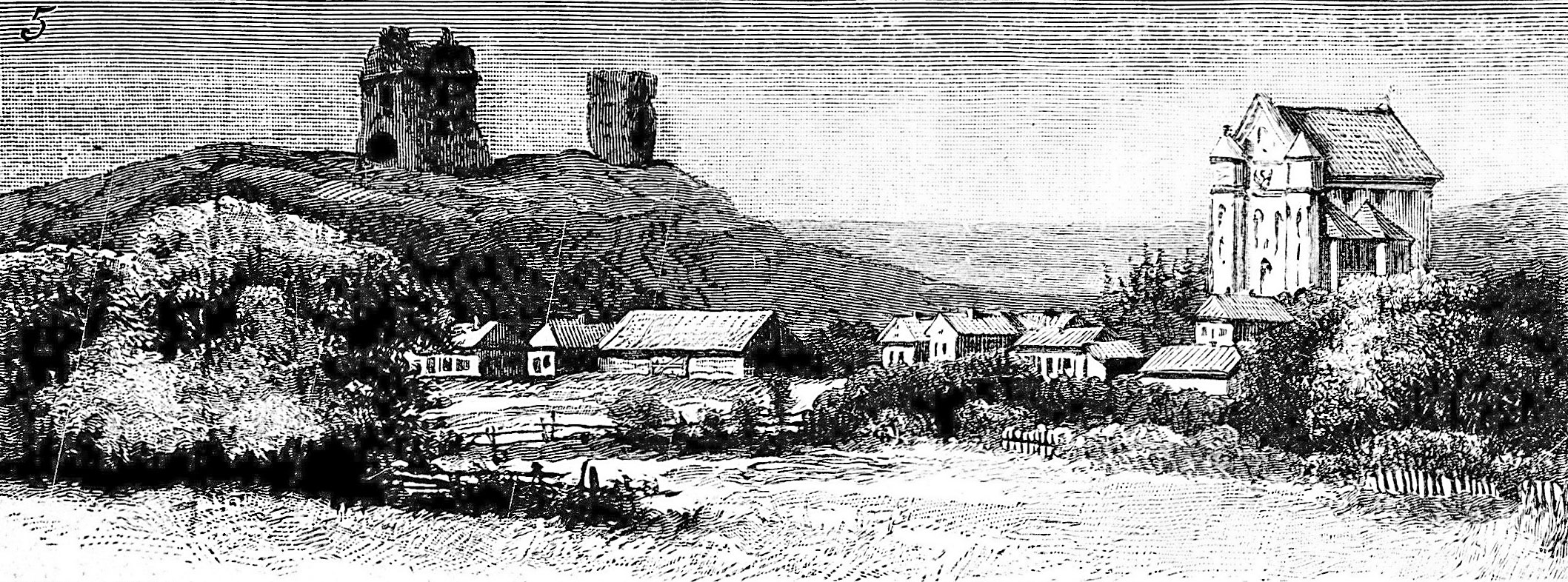
1893 год.
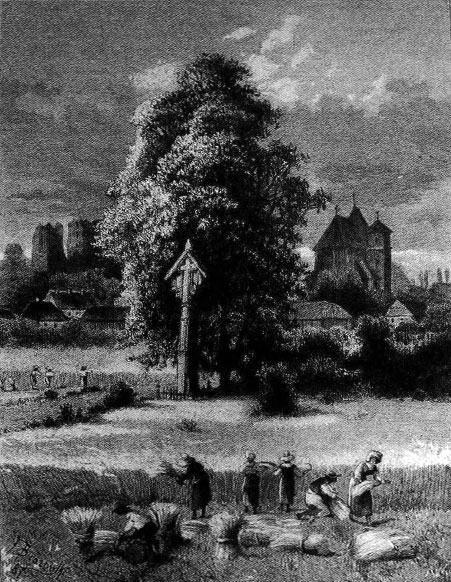
1888 год.
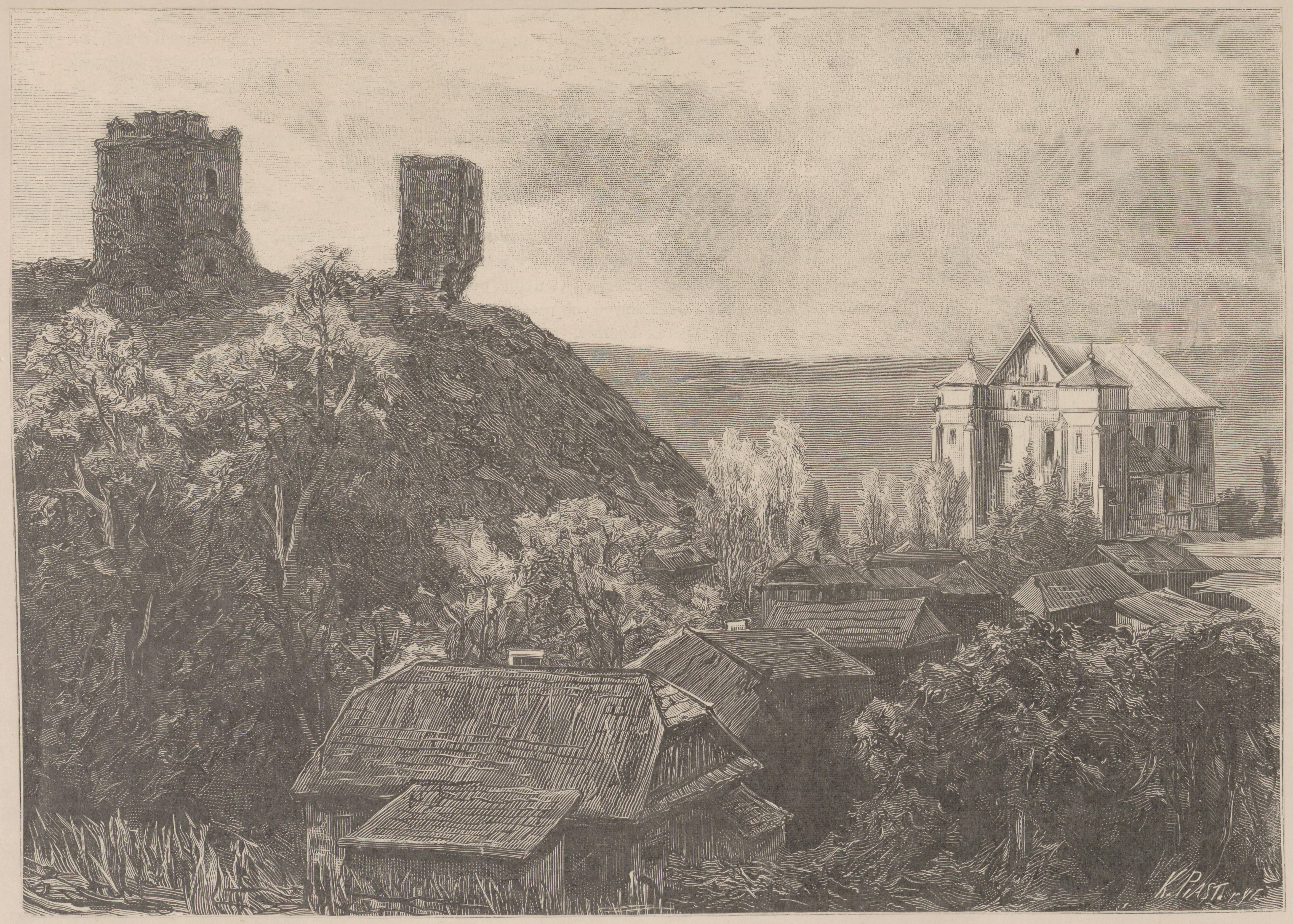
1895 год.
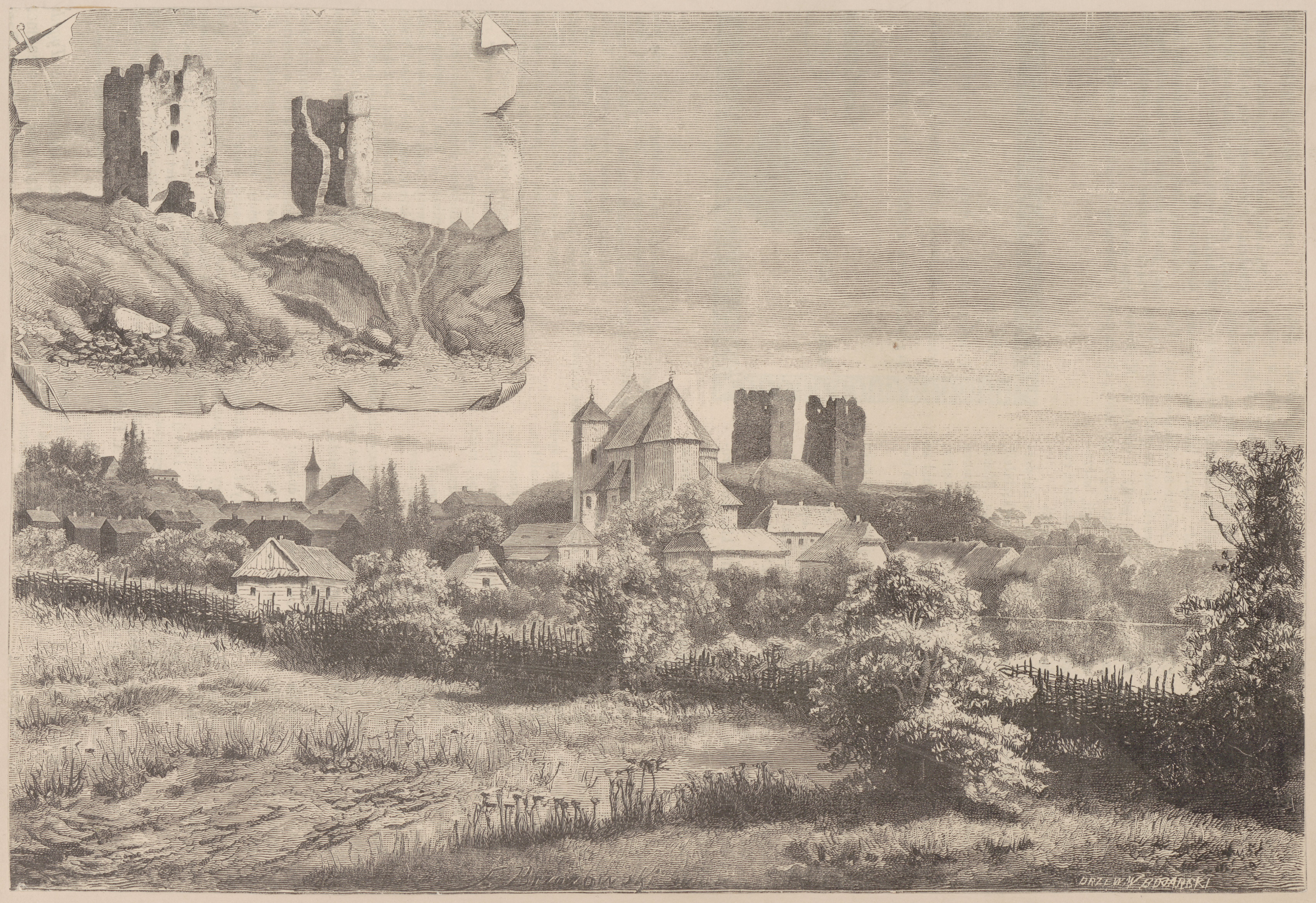
1895 год.
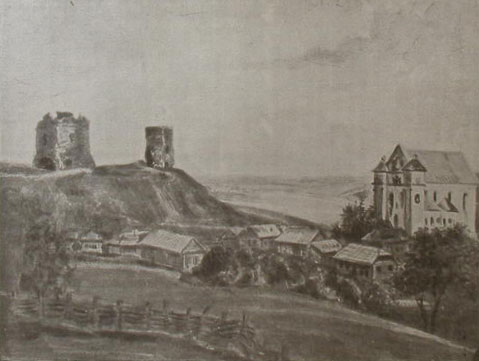
1898 год.
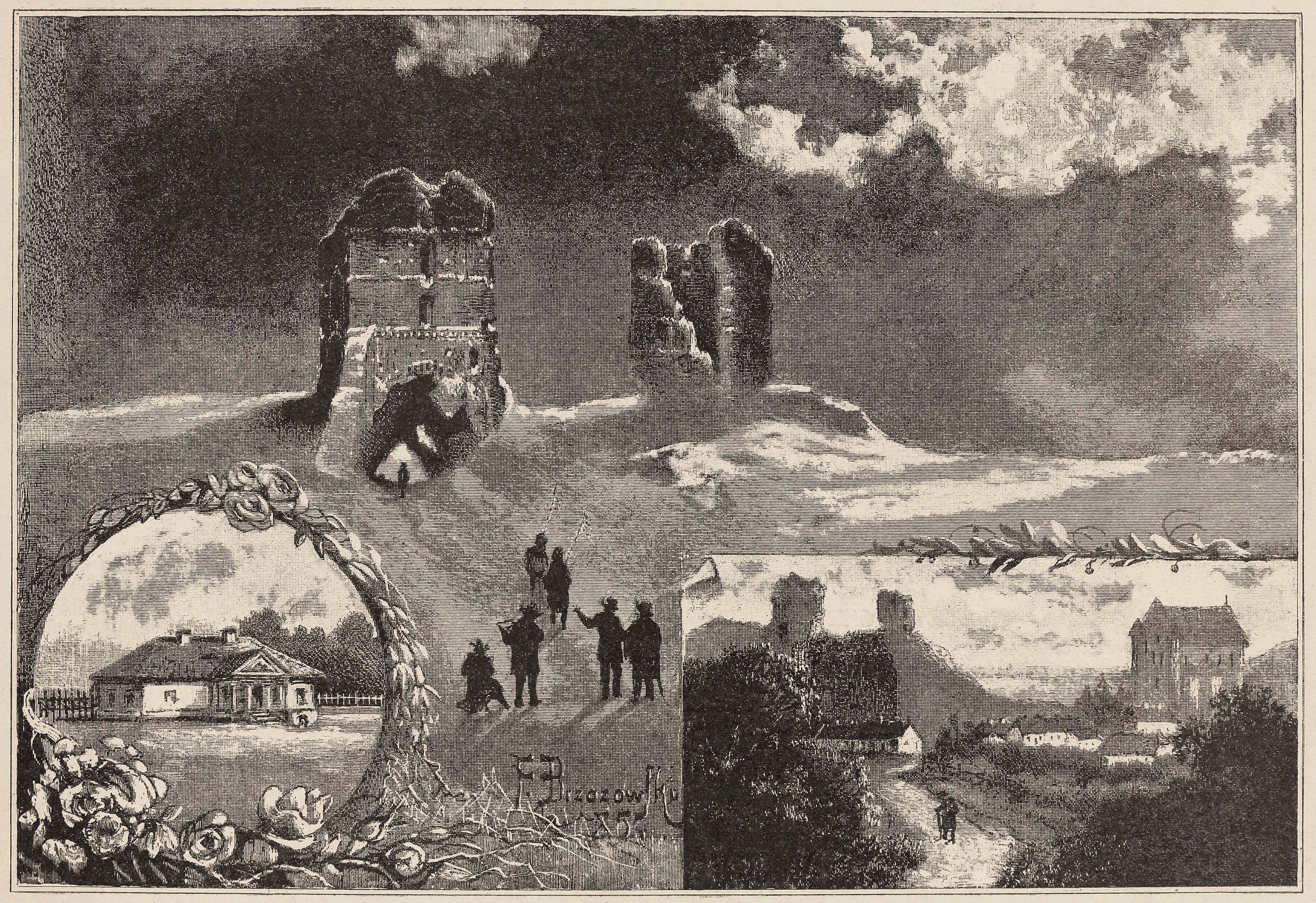
1898 год.

### Исторические фото

Старые фотографии
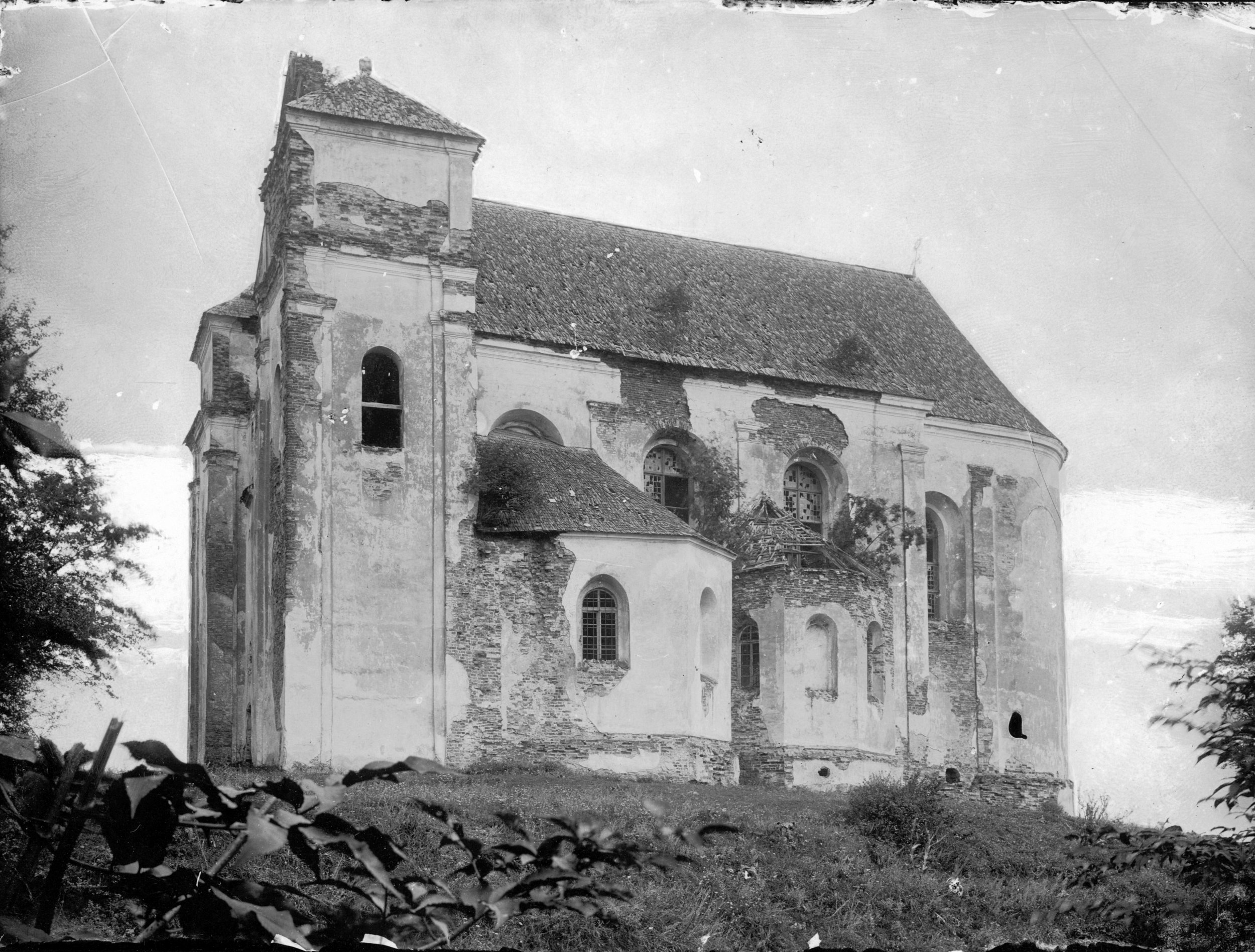
1900 год.
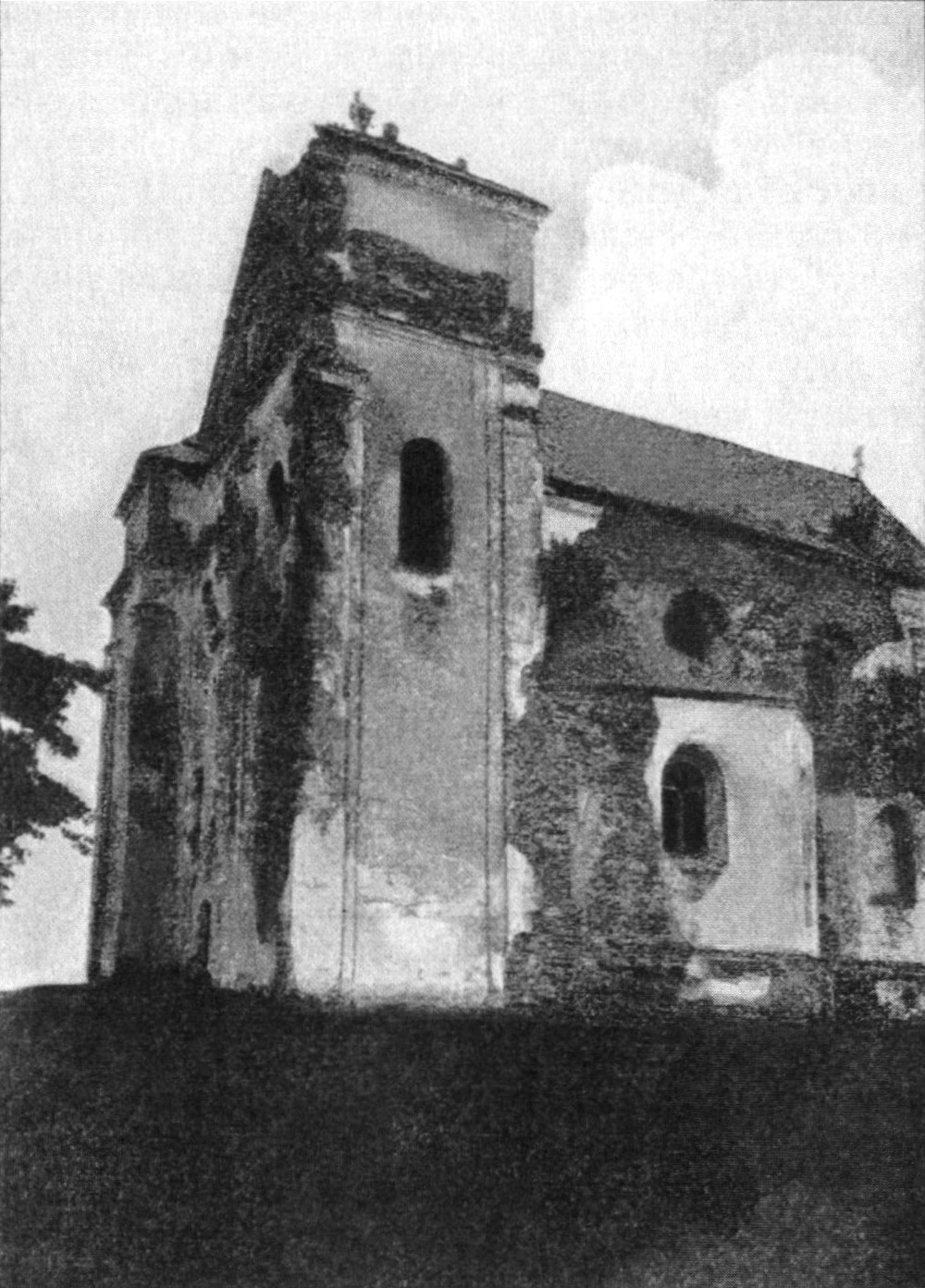
1905 год.
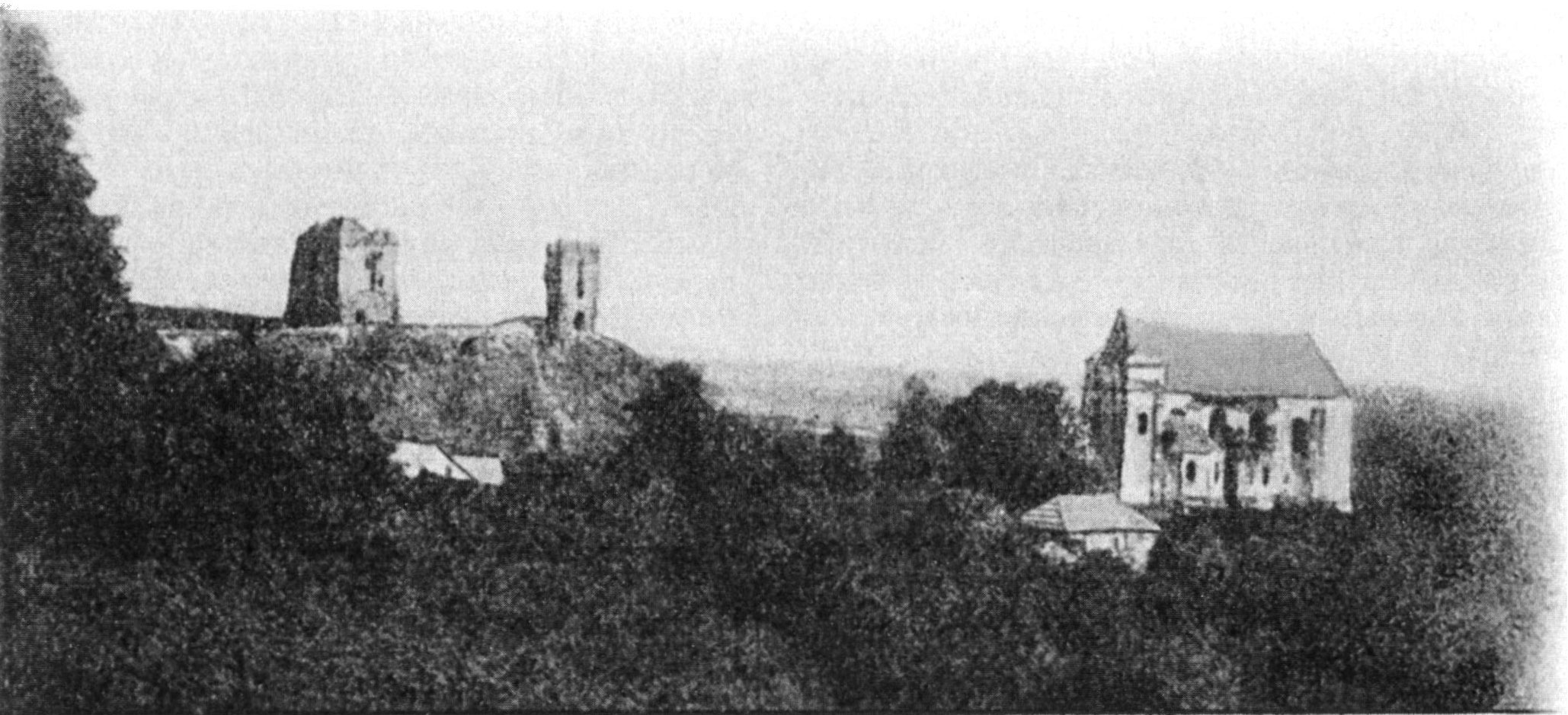
1905 год.
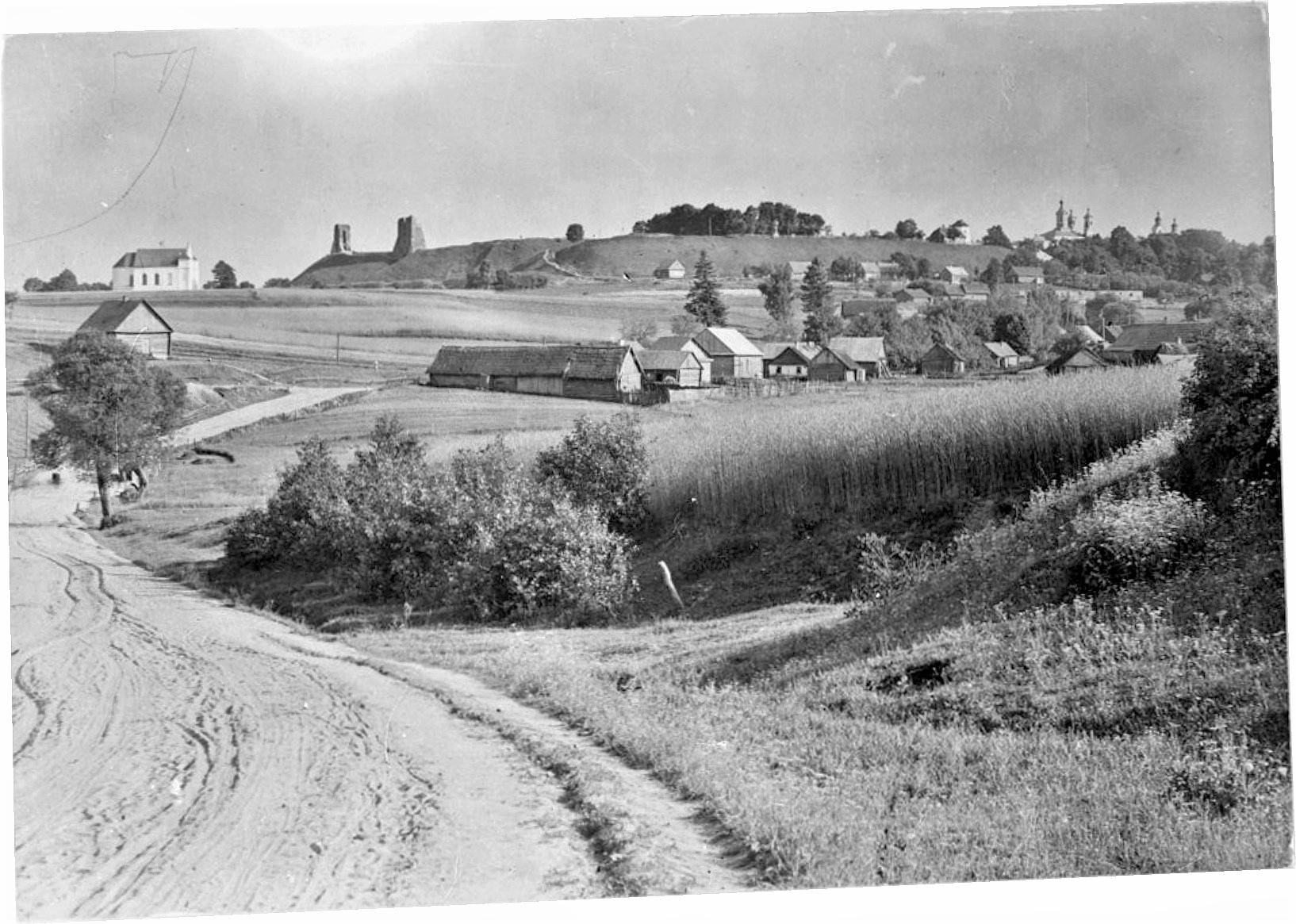
Я. Булгак, 1910 год.
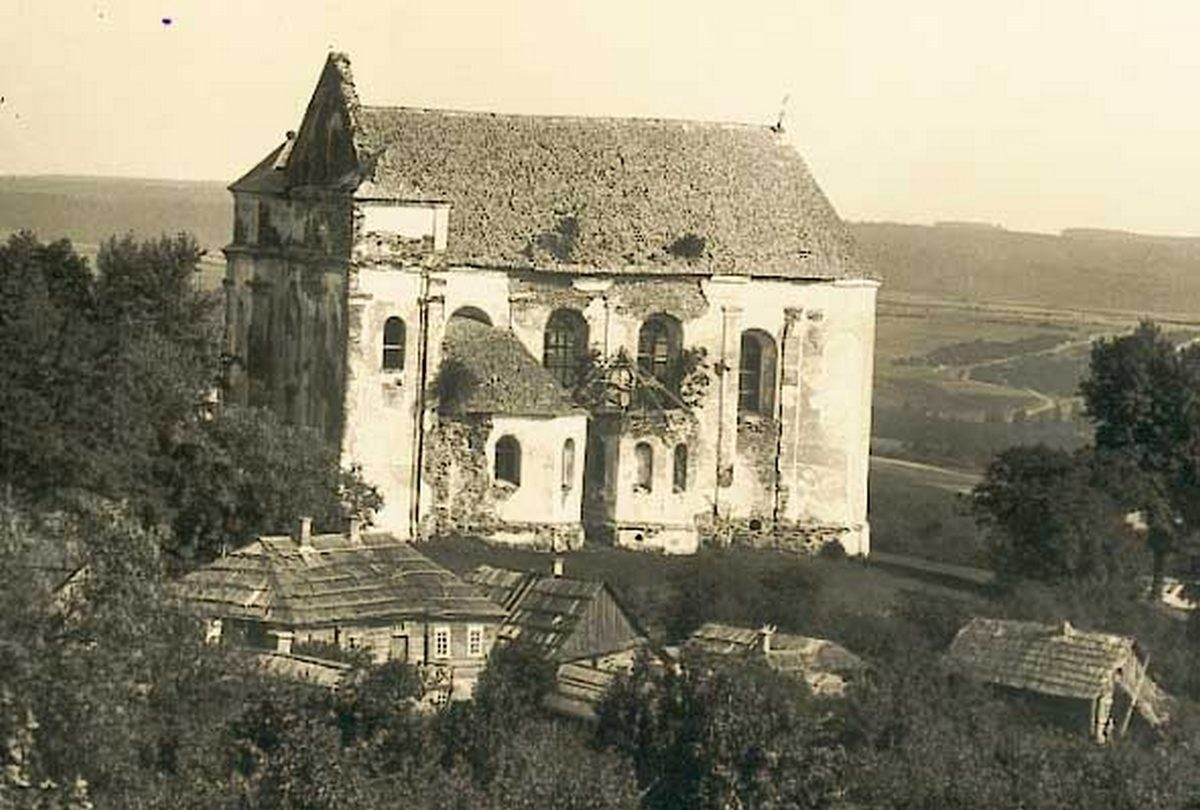
1916 год.
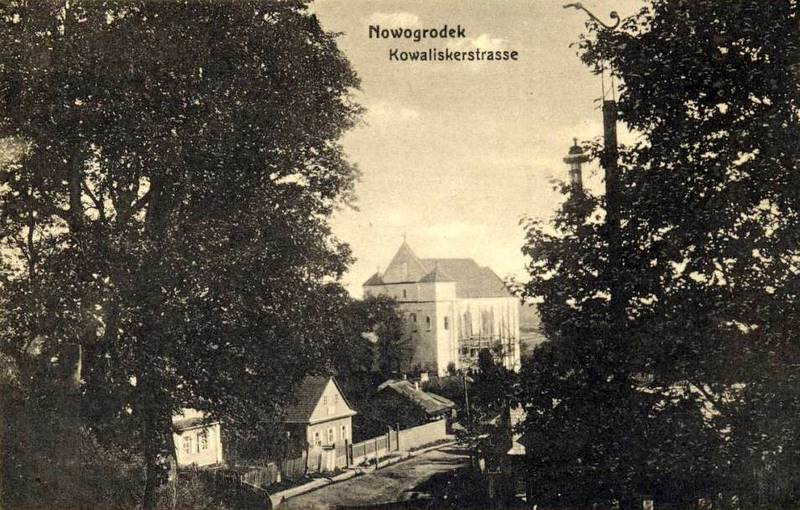
1916 год.
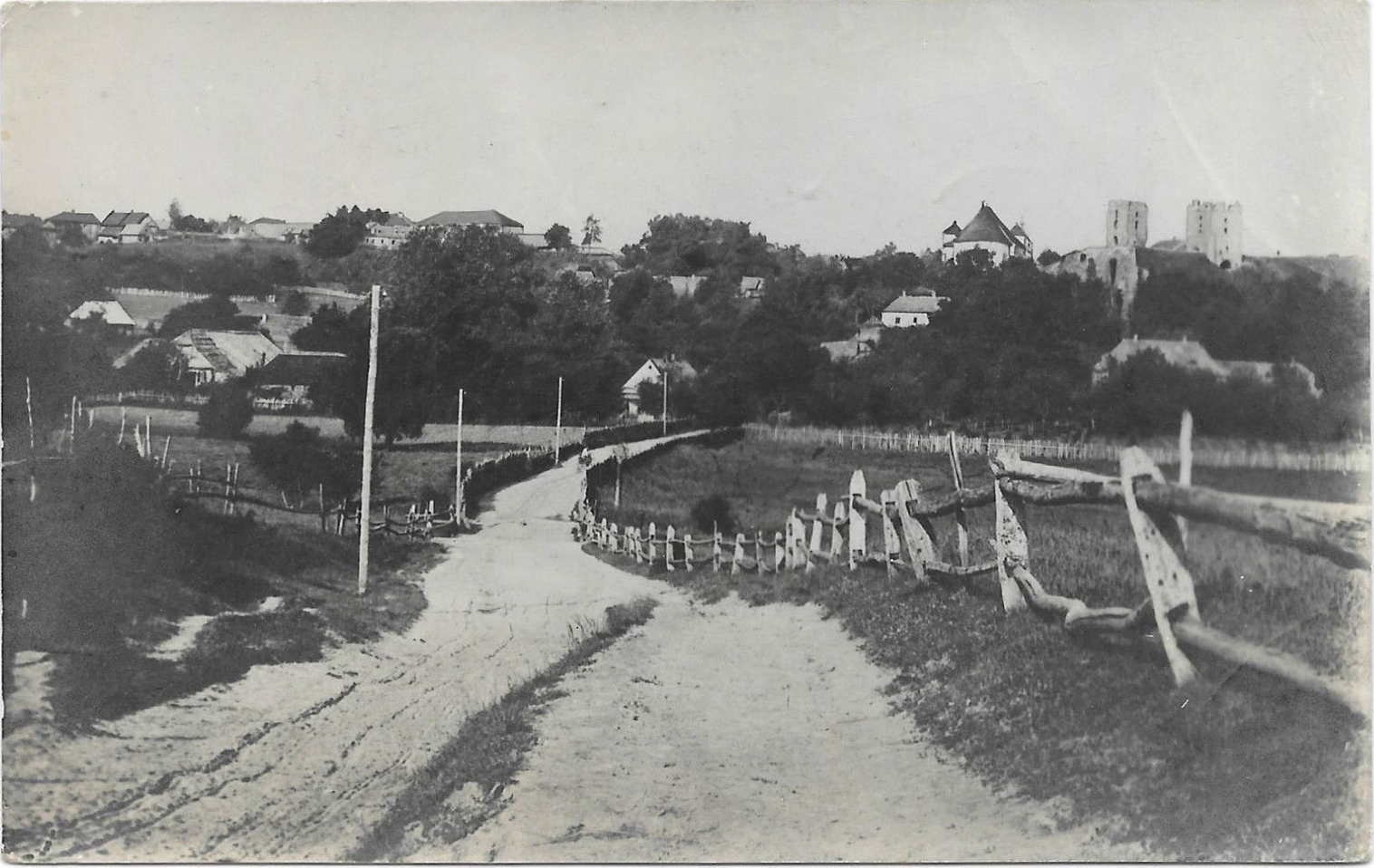
1917 год.
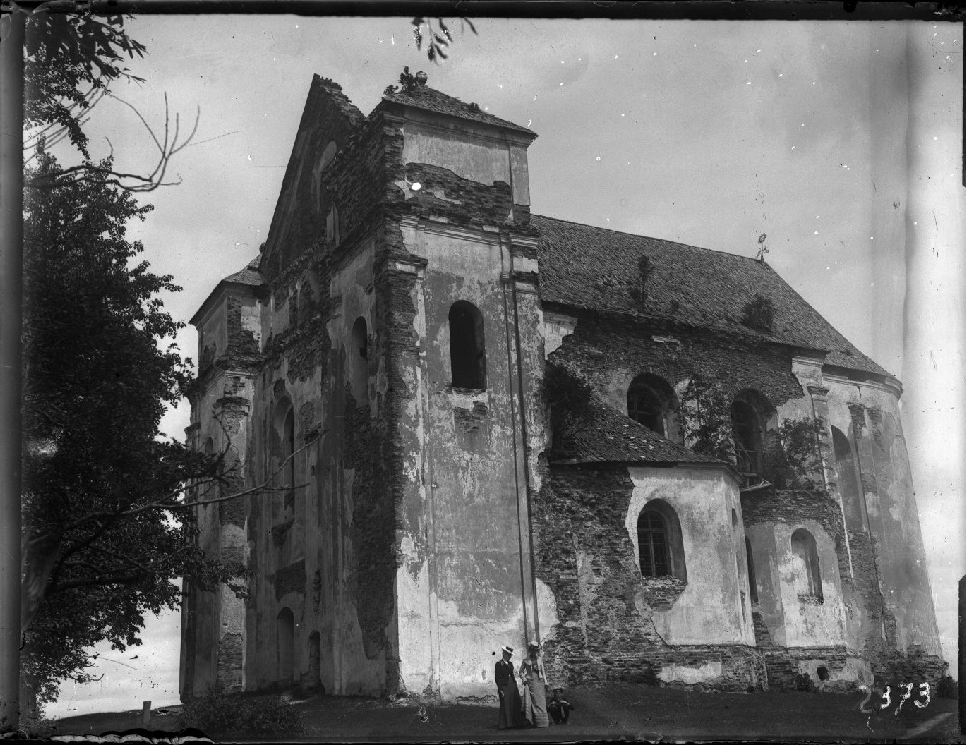
до 1918 год.
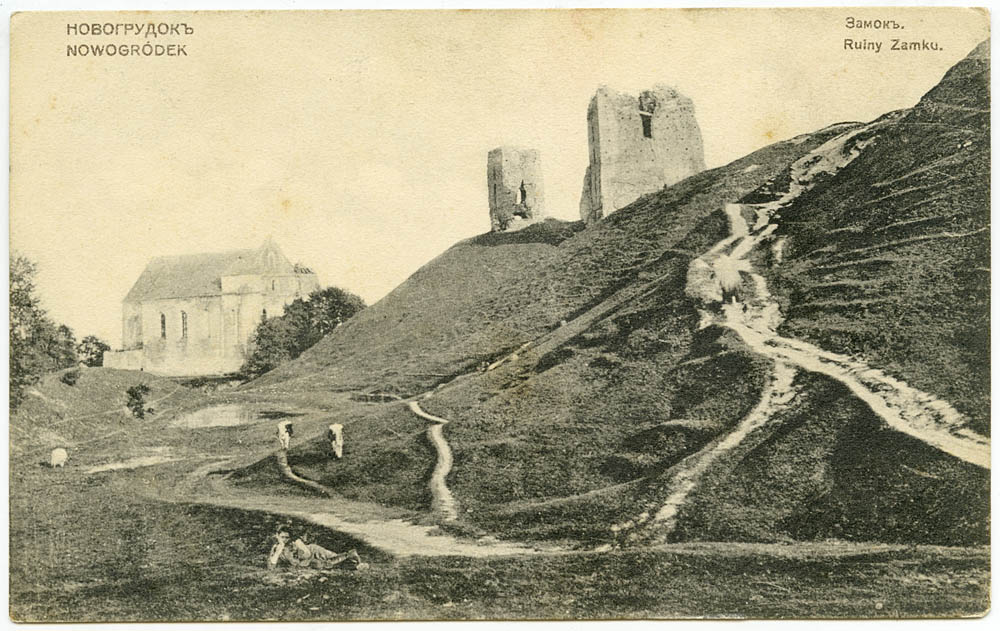
до 1918 год.
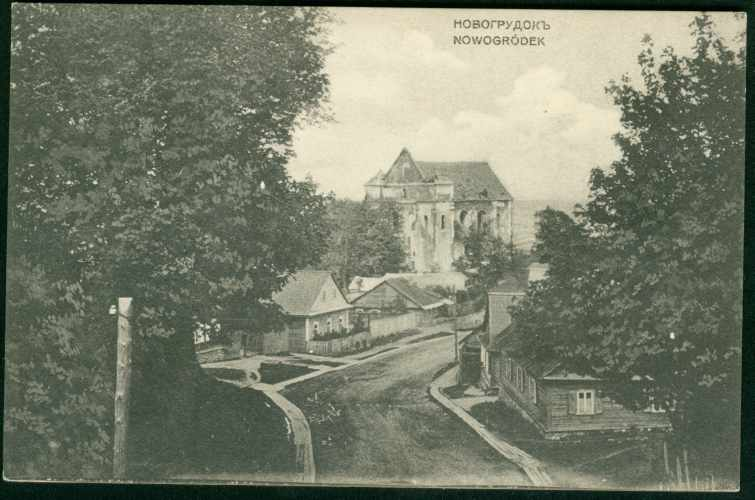
до 1918 год.
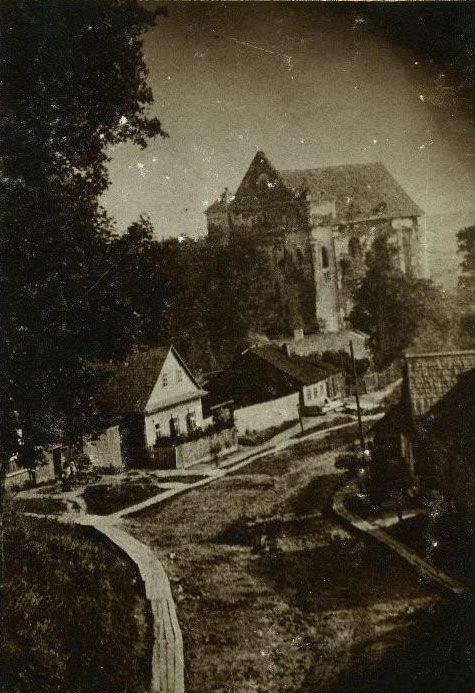
С. Юндзил, до 1918 год.
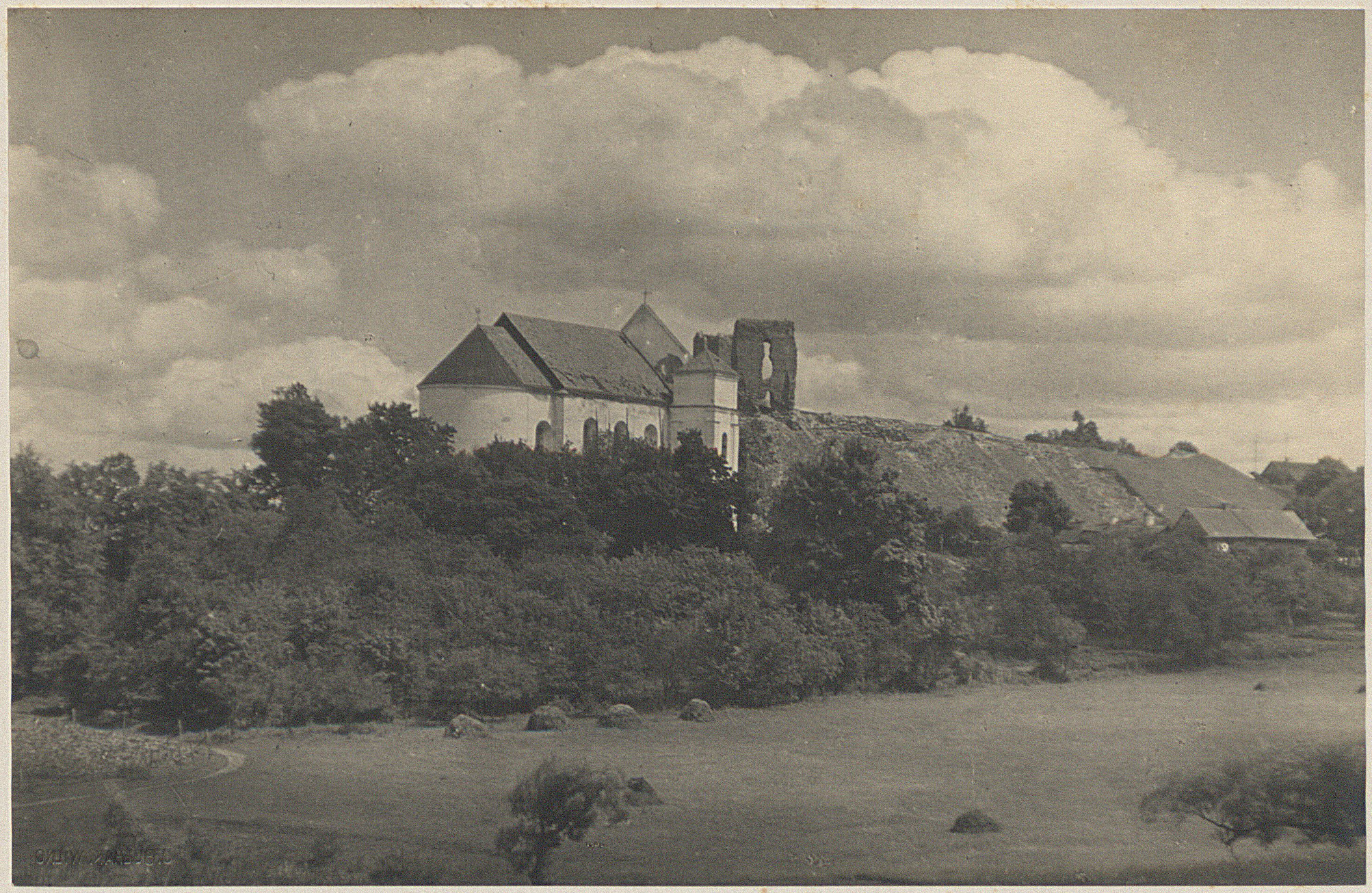
1924 год.
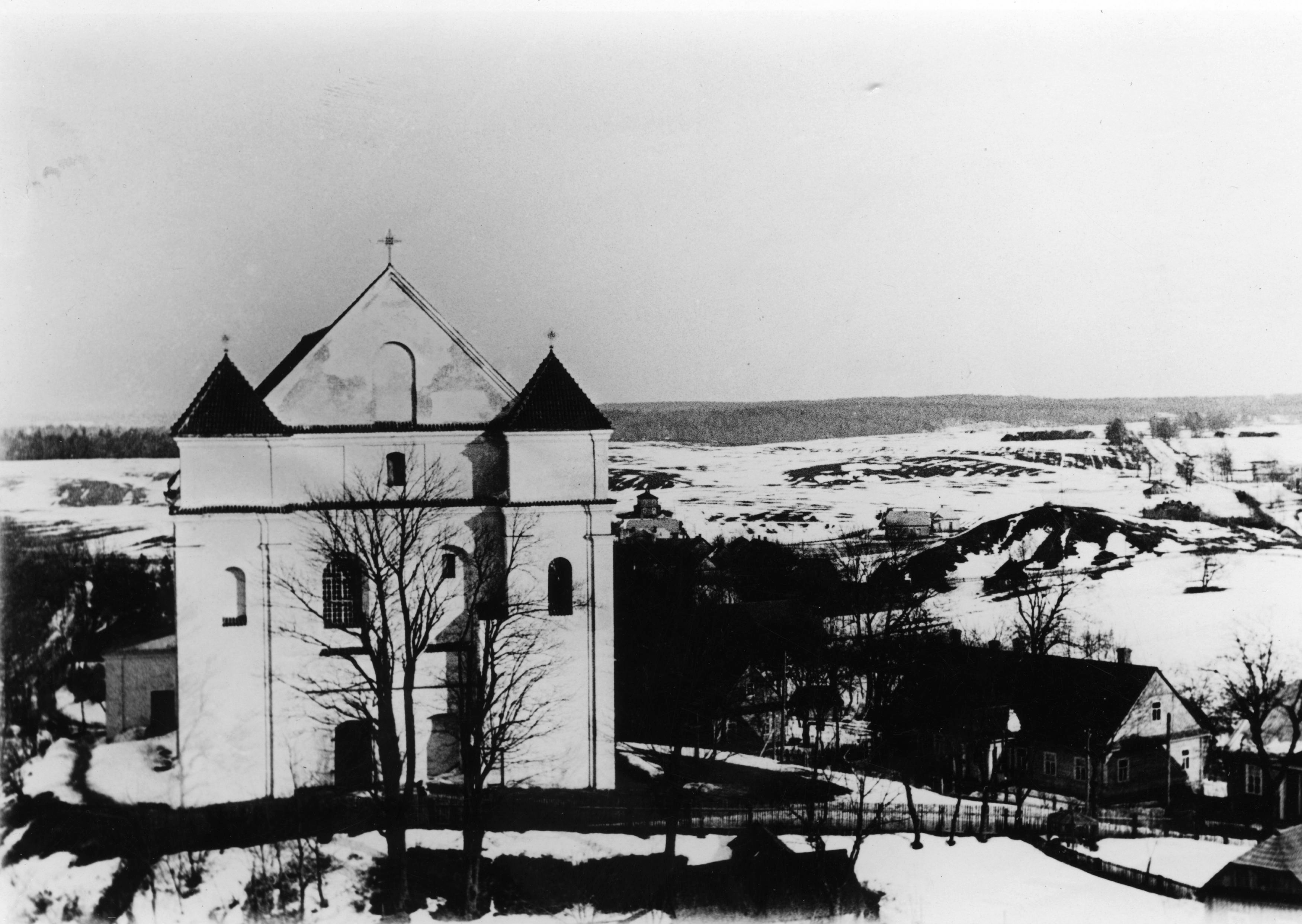
1925 год.
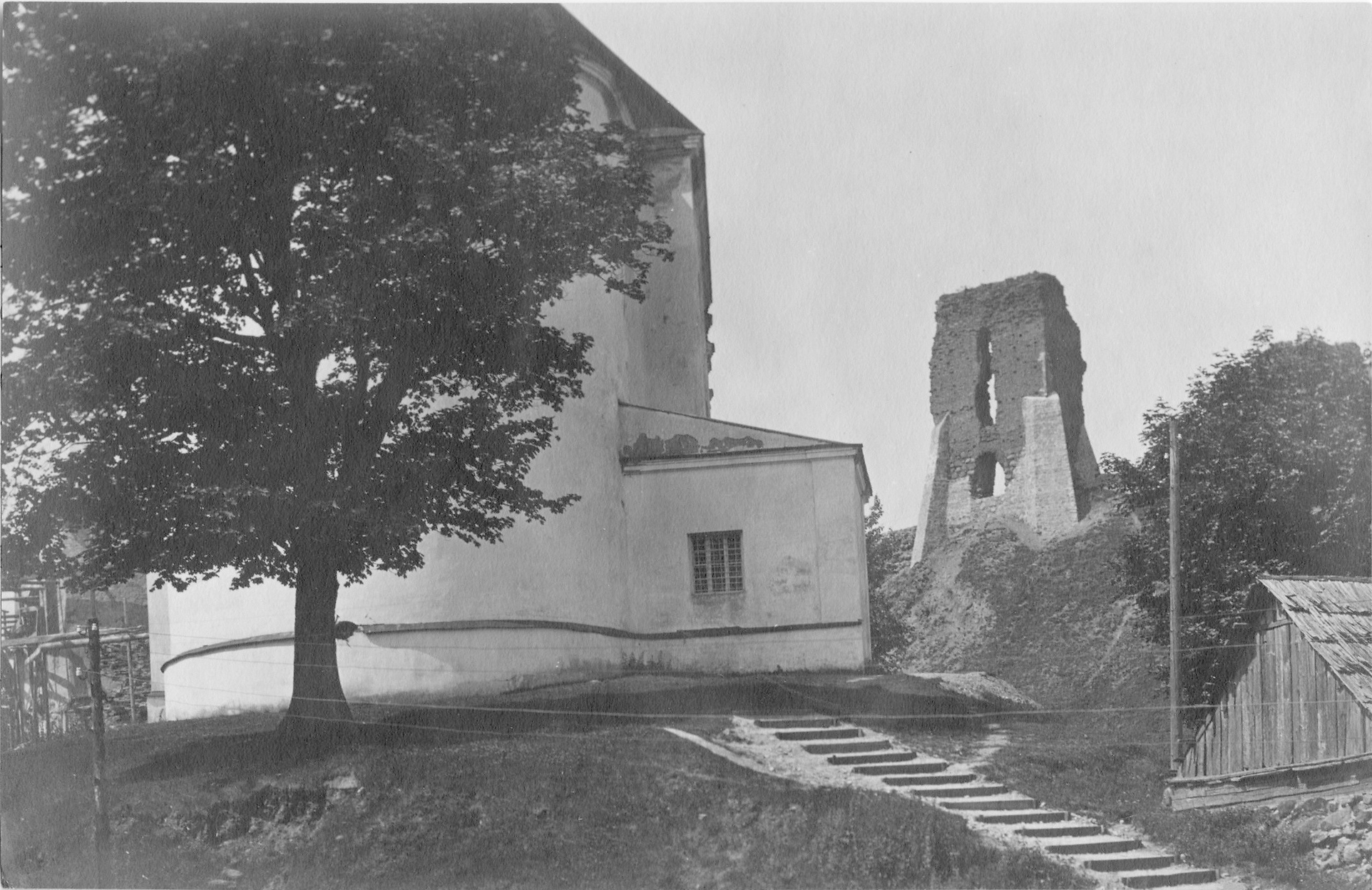
А. Вислоцки, 1930 год.
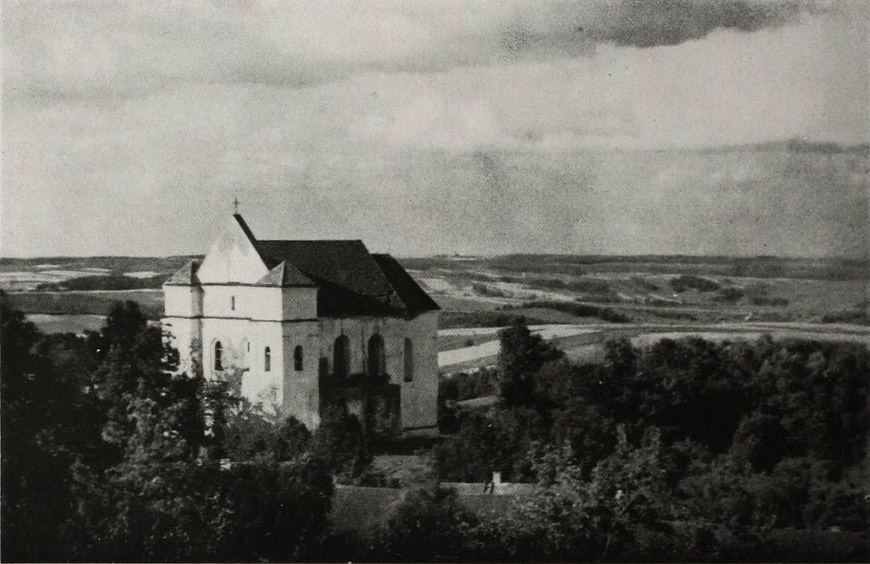
Я. Булгак, 1930 год.
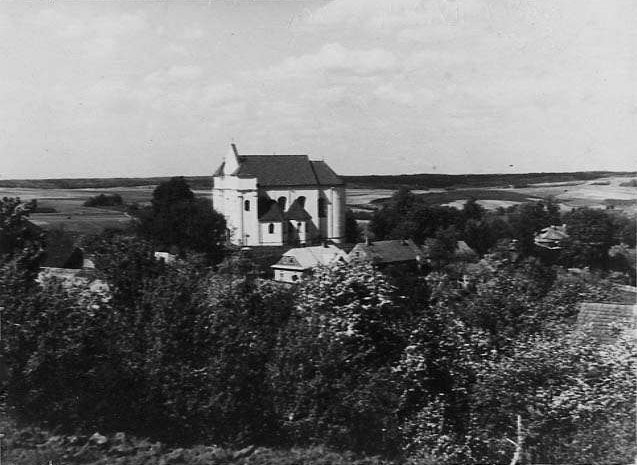
1935 год.

### Современные снимки

Наше время
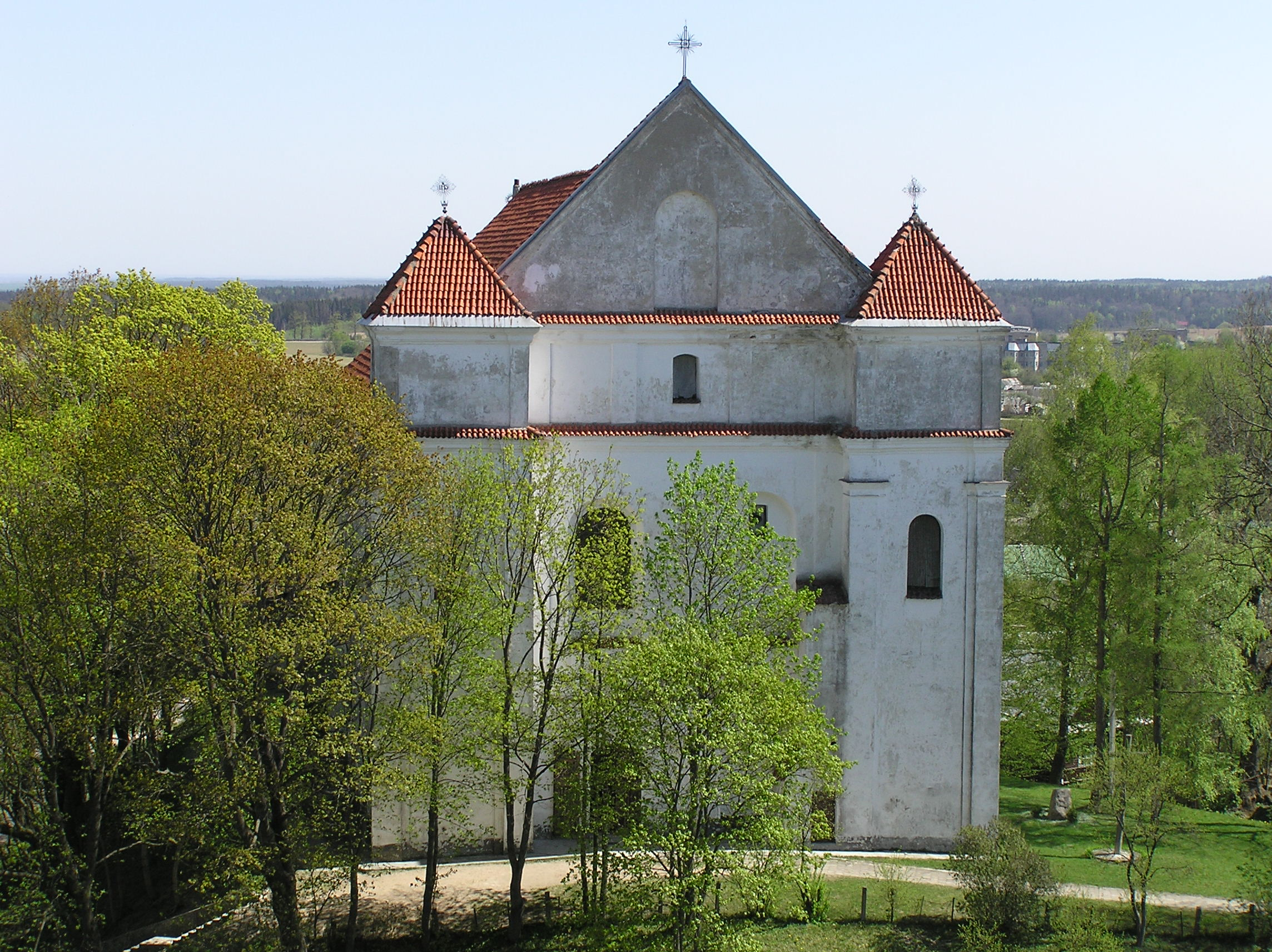
Главный фасад.
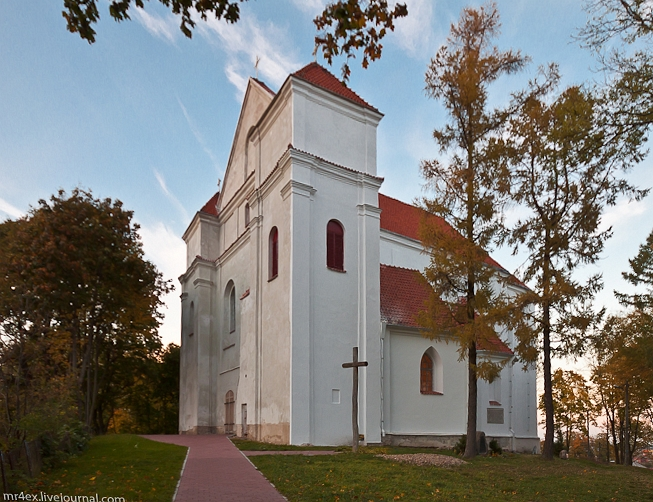
Боковой фасад.
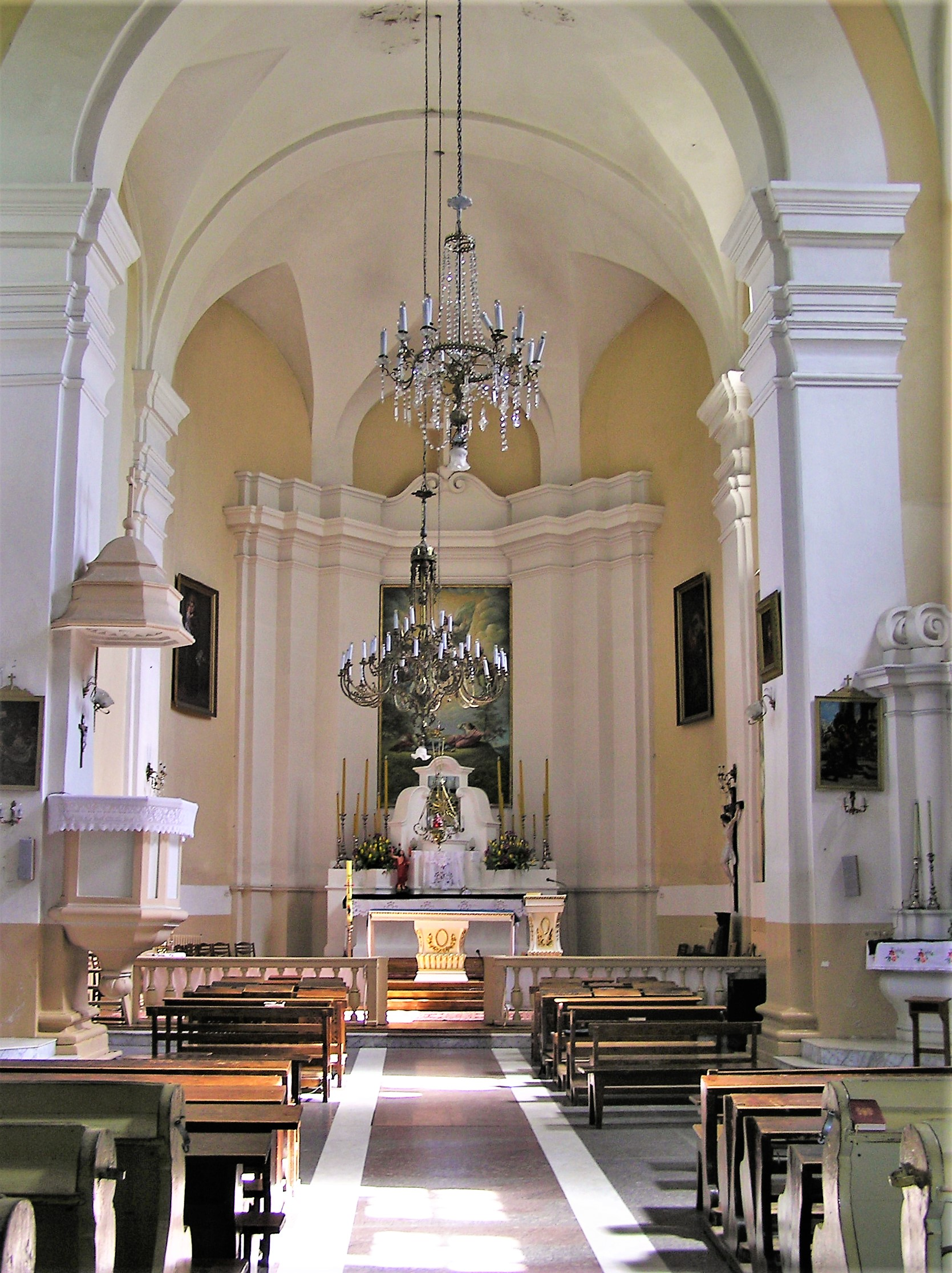
Интерьер.
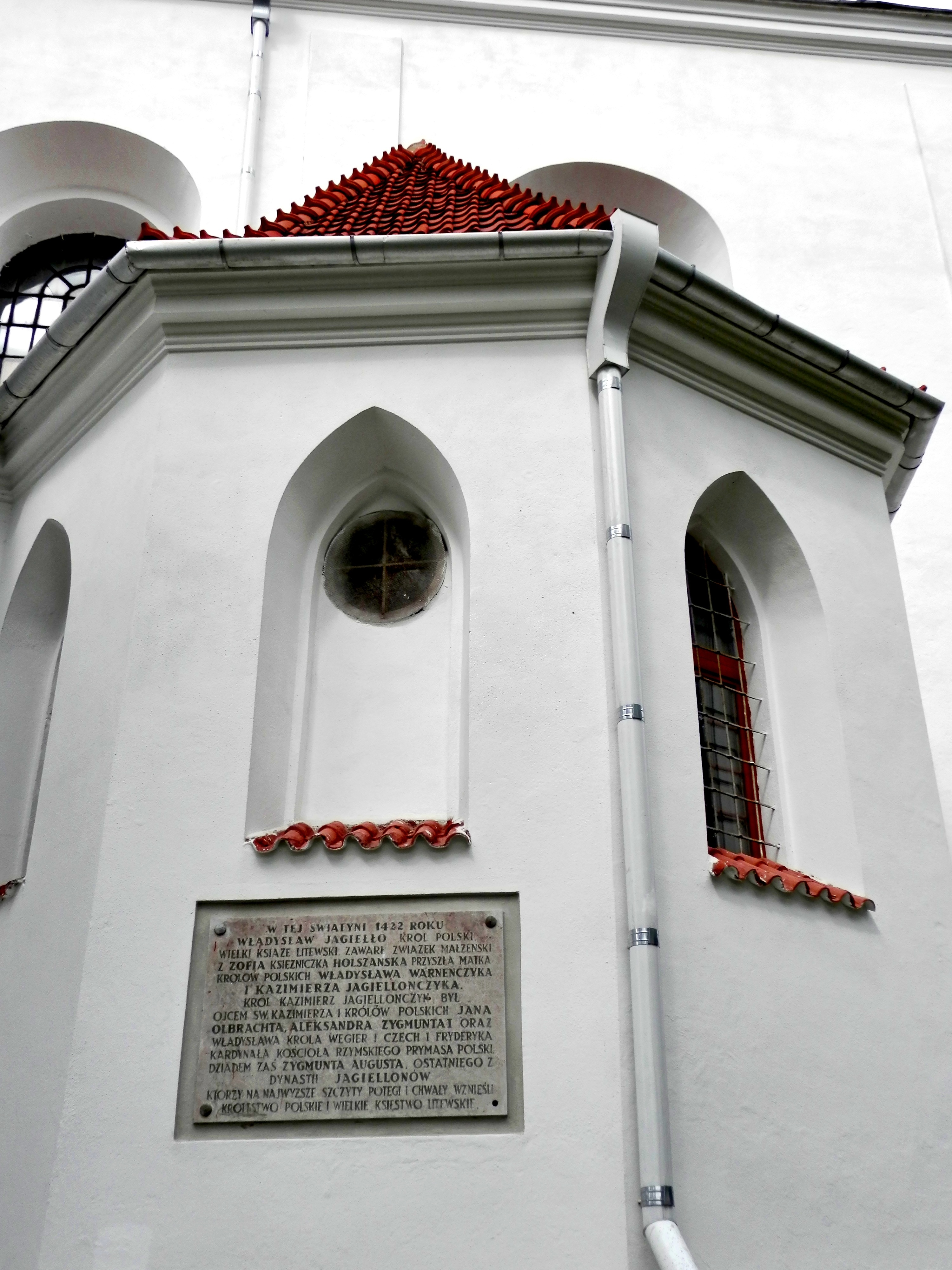
Каплица.
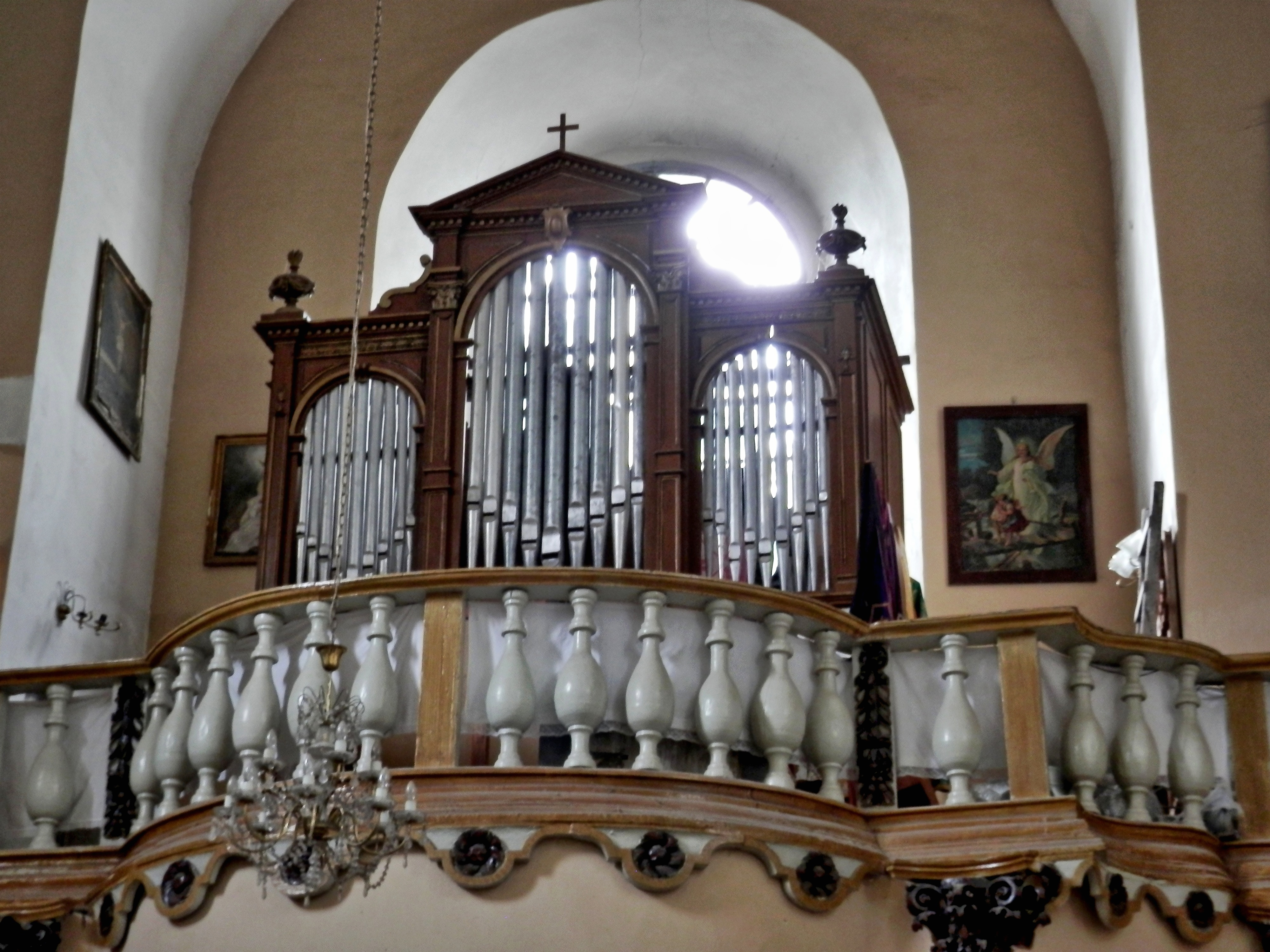
Хоры.
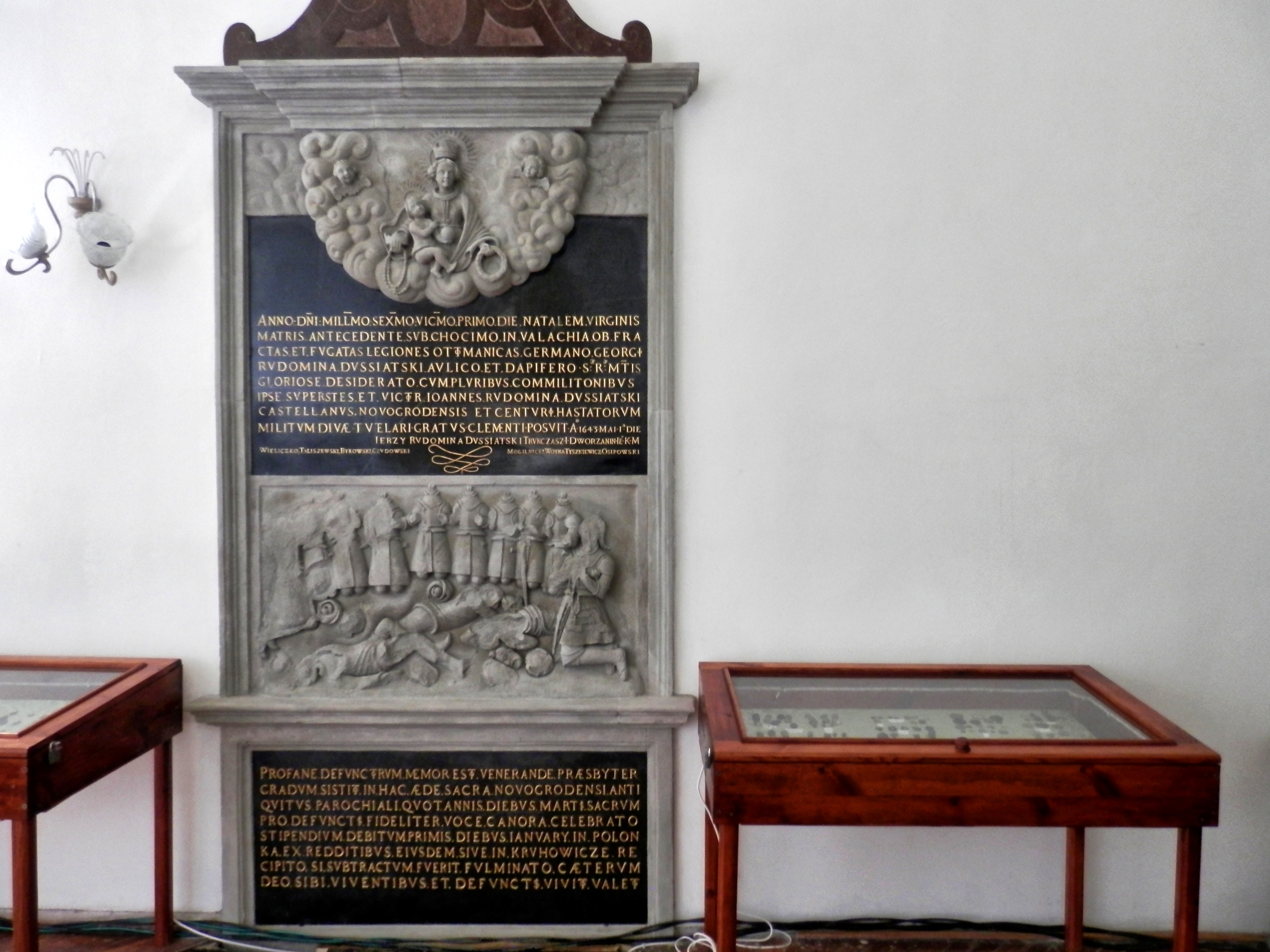
Плита Я. Рудамины в честь новогрудских рыцарей павших под Хотином.
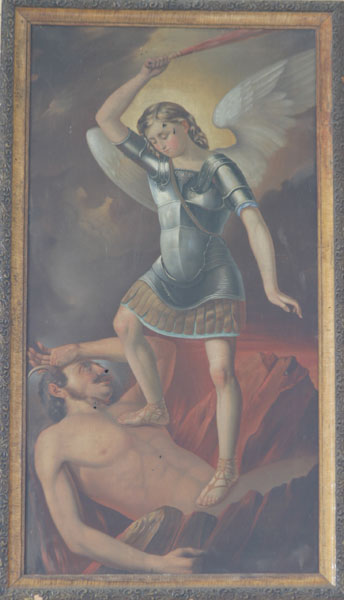
Икона Архангела Михаила. XIX век.
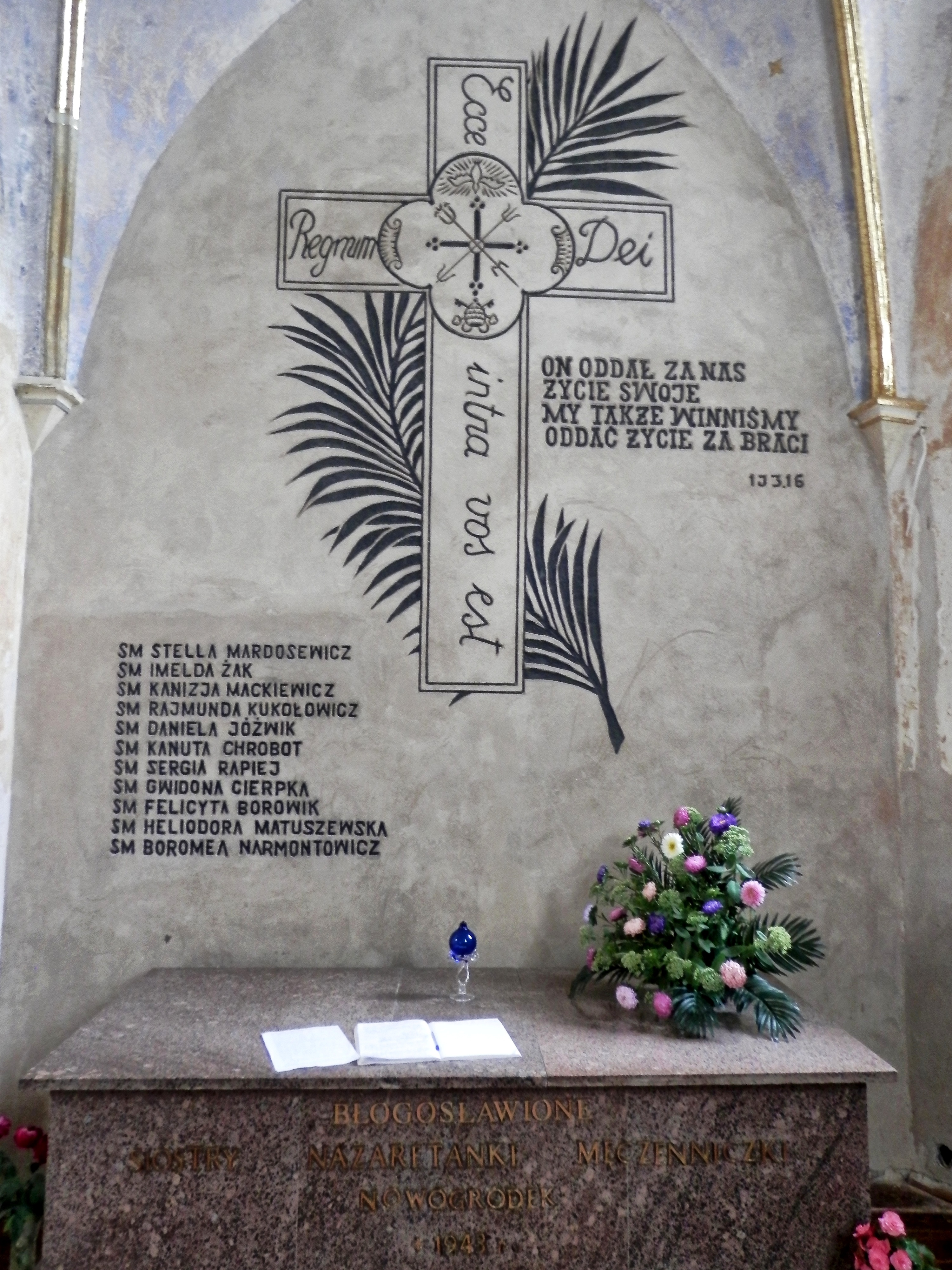
Место упокоения новогрудских мучениц.